# 当世具足

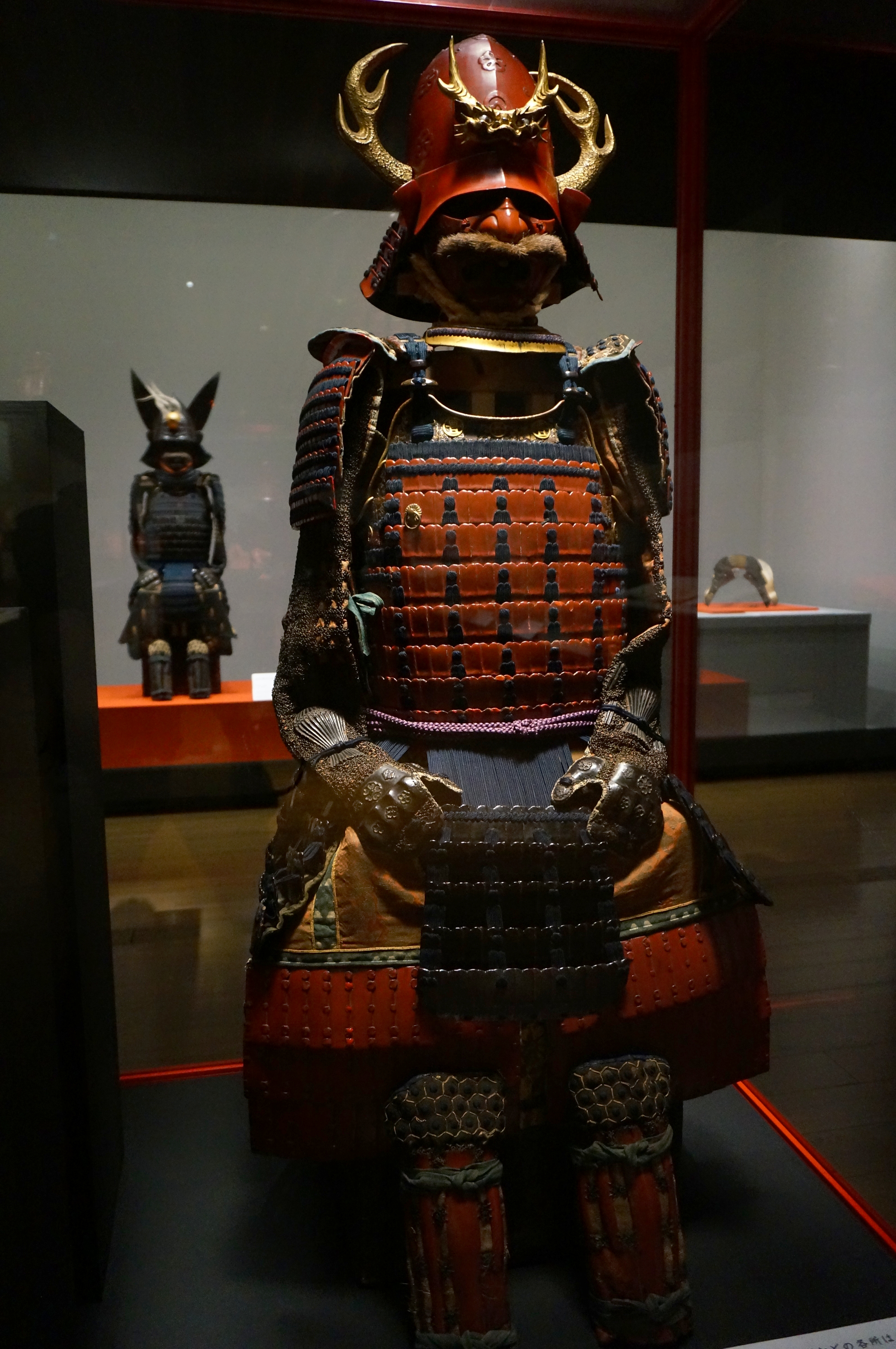
朱漆塗矢筈札紺糸素懸威具足（伝豊臣秀次所用）、安土桃山時代、16 - 17世紀（サントリー美術館蔵）

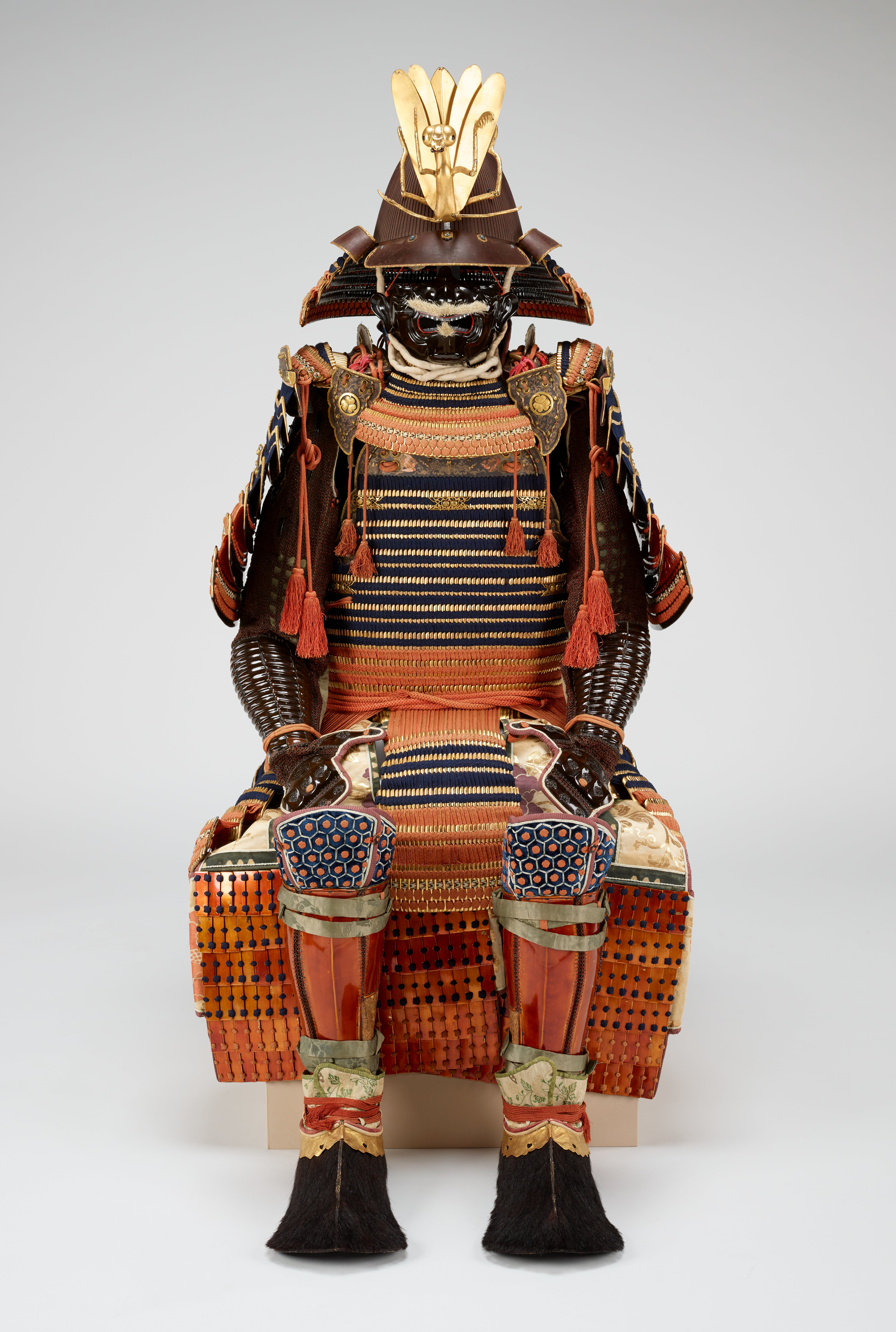
紀州徳川家伝来の金小札紺糸褸紅縅二枚胴具足蟷螂立物、江戸時代、17世紀中頃（ミネアポリス美術館蔵）。2009年当時、日本の甲冑としてはクリスティーズ史上最高額の5500万円で落札された。

当世具足（とうせいぐそく）とは、日本の甲冑の分類名称の一つ。鉄砲伝来や戦闘の大規模化による武器と戦術の進歩、南蛮貿易などによる西洋甲冑の影響などの要因により、室町時代後期の戦国時代から安土桃山時代に生じた甲冑の一形式。「当世」とは「現代」の意味で、当時、従来の鎧とは違う新しい様式の甲冑であったため、その様に呼ばれた。単に具足とも呼ばれる。

## 歴史と特徴

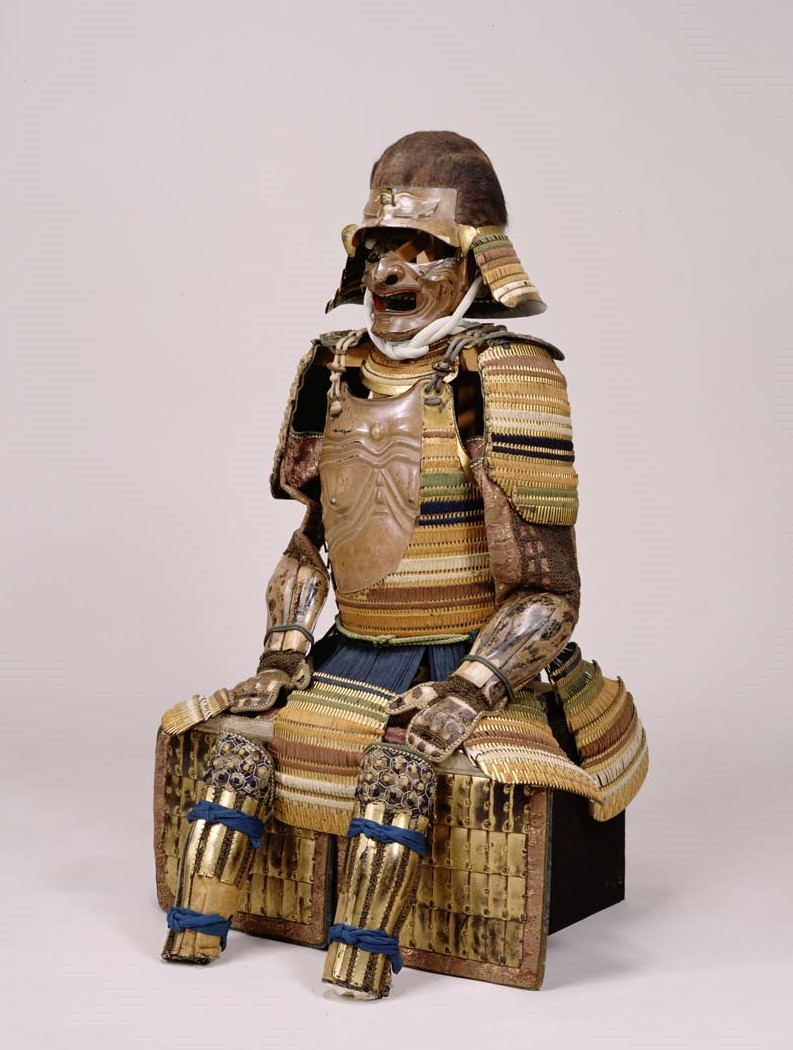
肩脱二枚胴具足（伝加藤清正所用）、安土桃山 - 江戸時代・16 - 17世紀（東京国立博物館蔵）

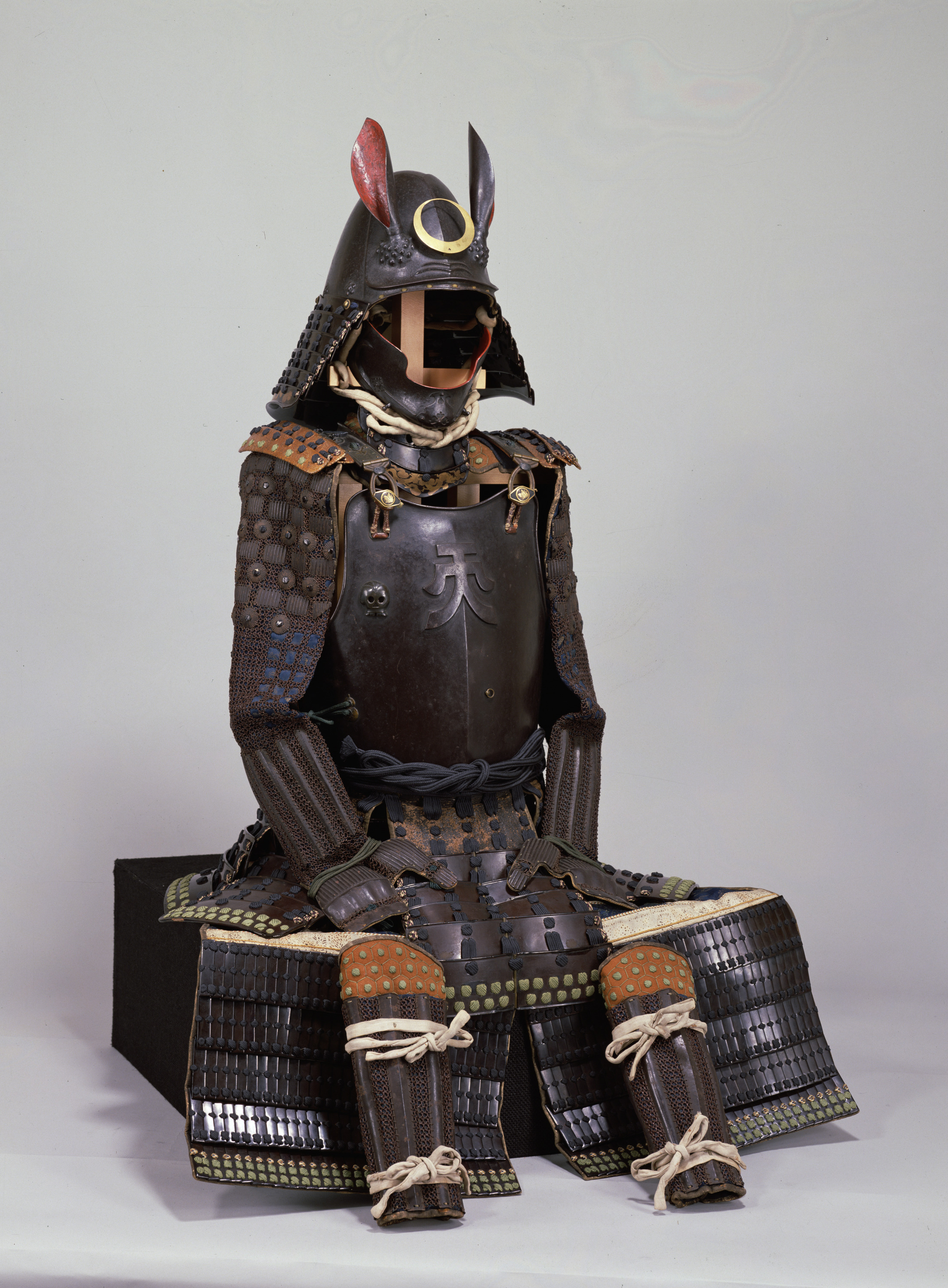
南蛮胴具足（伝明智光春所用）、安土桃山時代 - 江戸時代・16 - 17世紀（東京国立博物館蔵）

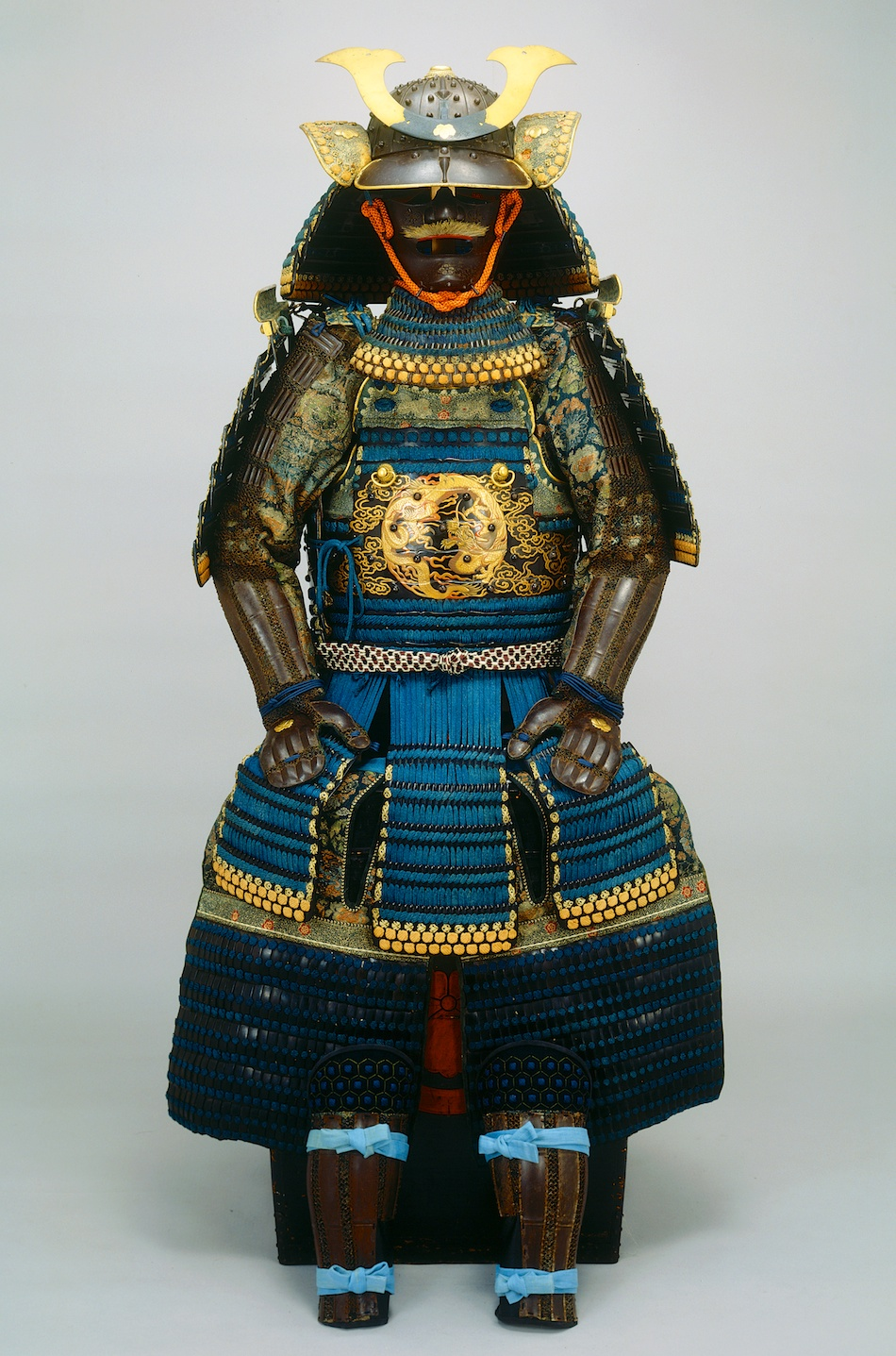
中世復古調の御納戸糸威雲龍蒔絵山道頭桶側二枚胴具足、江戸時代・19世紀（東京富士美術館蔵）

平安時代以降は大鎧や胴丸、南北朝から室町時代前期にかけては、胴丸や腹巻といった伝統的な形式の甲冑が主流であったが、戦国時代に入ると、戦闘の大規模化による集団戦や、鉄砲伝来による鉄砲戦といった戦法の変化に伴って、製作が簡便で大量生産に適しながらも、高い防御性と装着時の機動性を具える甲冑が求められた。これらに応じて、当時の下克上の風潮を反映して誕生した甲冑が当世具足である。
従来の大鎧、胴丸、腹巻などが、革の小札（こざね）を色糸で綴った、華美ではあるが大量生産には向かない構造であったのに対して、当世具足では胴の部分の小札が大型化したり、横一列の各小札を一枚板に置き換えた板札（いたざね）構造に発展したり、全面的に一枚板になったりして構造が簡素になり大量生産が可能となった。またこれらの小札や板札が鉄で製作されることも多くなり防御性が向上した。これにより甲冑の柔軟性が失われため、蝶番構造を使って胴部分を開閉して着脱する方式に改められた。
こうして構造が簡素化されて製作が簡便になったことで、却って甲冑のデザインに注力することができるようになり、合戦の大規模化により敵味方識別の必要性や戦場での自己顕示目的もあって、甲冑のデザインの多様性が増すことになった。従来の甲冑では小札を綴る糸の色くらいでしか一目で区別できなかったが、当世具足では多種多様な形式やデザインが存在する。例えば兜に装着する前立は、大鎧などでは鍬型一種類しか存在しないが、当世具足においては、文字、家紋、左右非対称デザインなど多種多様なものが存在する。胴部分の鉄の表面に紙を貼って装飾を施して奇抜なデザインを実現したり、小札や色糸を胴に貼付けて、胴丸と当世具足を折衷したかのようなデザインに仕上げたものも存在する。一方で仙台藩・伊達政宗の黒漆塗五枚胴具足のように、大将や武将クラスは同一形式の具足に統一してユニフォーム化し、立物や附物などで差別化する例もあった。
当世具足は胴丸を改良するかたちで発展し、桶側胴、仏胴、最上胴等その形式は多く、顔を覆う面頬（めんぼお）、太腿を覆う佩楯（はいだて）等の付属する小具足も充実した。欧州の甲冑のプレートアーマーを輸入・改造した物もあり、それらは南蛮胴、南蛮兜と呼ばれる。これらは後に国産化がなされ、鉄砲の弾丸を反らせるため具足に曲線や傾斜を多用した工夫も施されている。兜にも様々な形式が生じ、実用性とともに当時の武士の気性を反映した華やかで奇抜な装飾性を持ったものも多い。
このように、当世具足では胴や兜は堅牢なものになったが、動きやすさを重視して腕や足の一部を覆う部分は鉄の小片を綴ったり鎖帷子形式の形態で従来の形式を踏襲しており、従来の胴丸等と同じく西洋のラメラーアーマーと同じ構造原理であった。
武将は一人で多数の甲冑を所有することもあり、例えば徳川家康所用品は久能山東照宮、日光東照宮、紀州東照宮、徳川美術館、徳川ミュージアム、東京国立博物館などに数十品が確認されている。
江戸時代に入り1615年の大坂夏の陣で江戸幕府が豊臣氏を滅ぼし、元和偃武を迎えて世が太平を謳歌するようになると、戦で当世具足が使われることもなくなり、飾った時の豪華さを目的に本来必要のない部品が取り付けられたり、豪華に蒔絵が施されたりなど、当世具足に虚飾が加えられるようになった。江戸時代中期以降は中世復古調が流行り、大鎧・胴丸・腹巻を模範として甲冑が作られたが、当世具足の様式と混ざったりして必ずしも時代考証に則ったものではない甲冑も製作された。その後、明治維新による武士階級の消滅や軍備の近代化に伴い、1877年の西南戦争を最後に実用に供されることはなくなった。

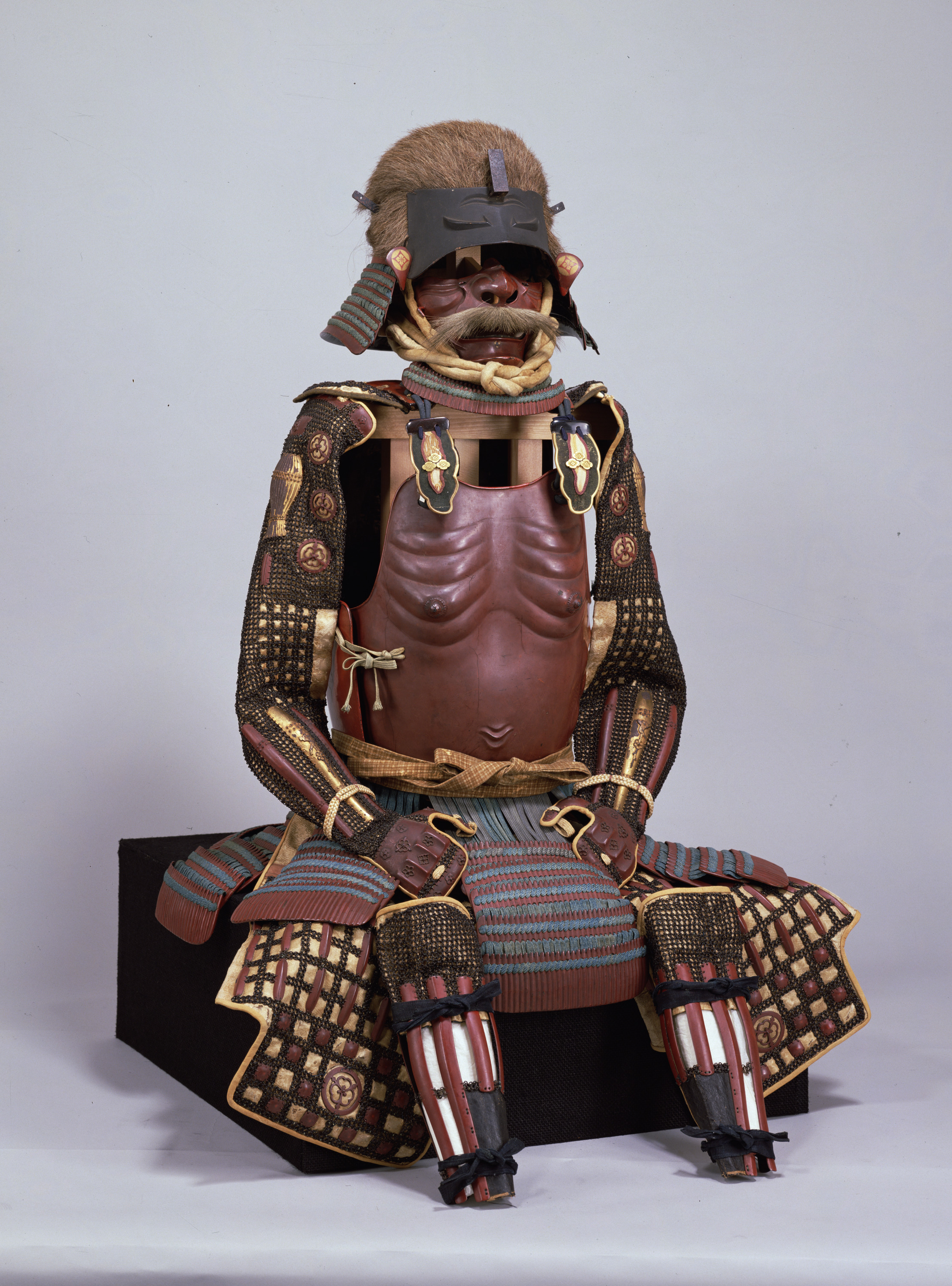
仁王胴具足、安土桃山時代・16世紀（東京国立博物館蔵）
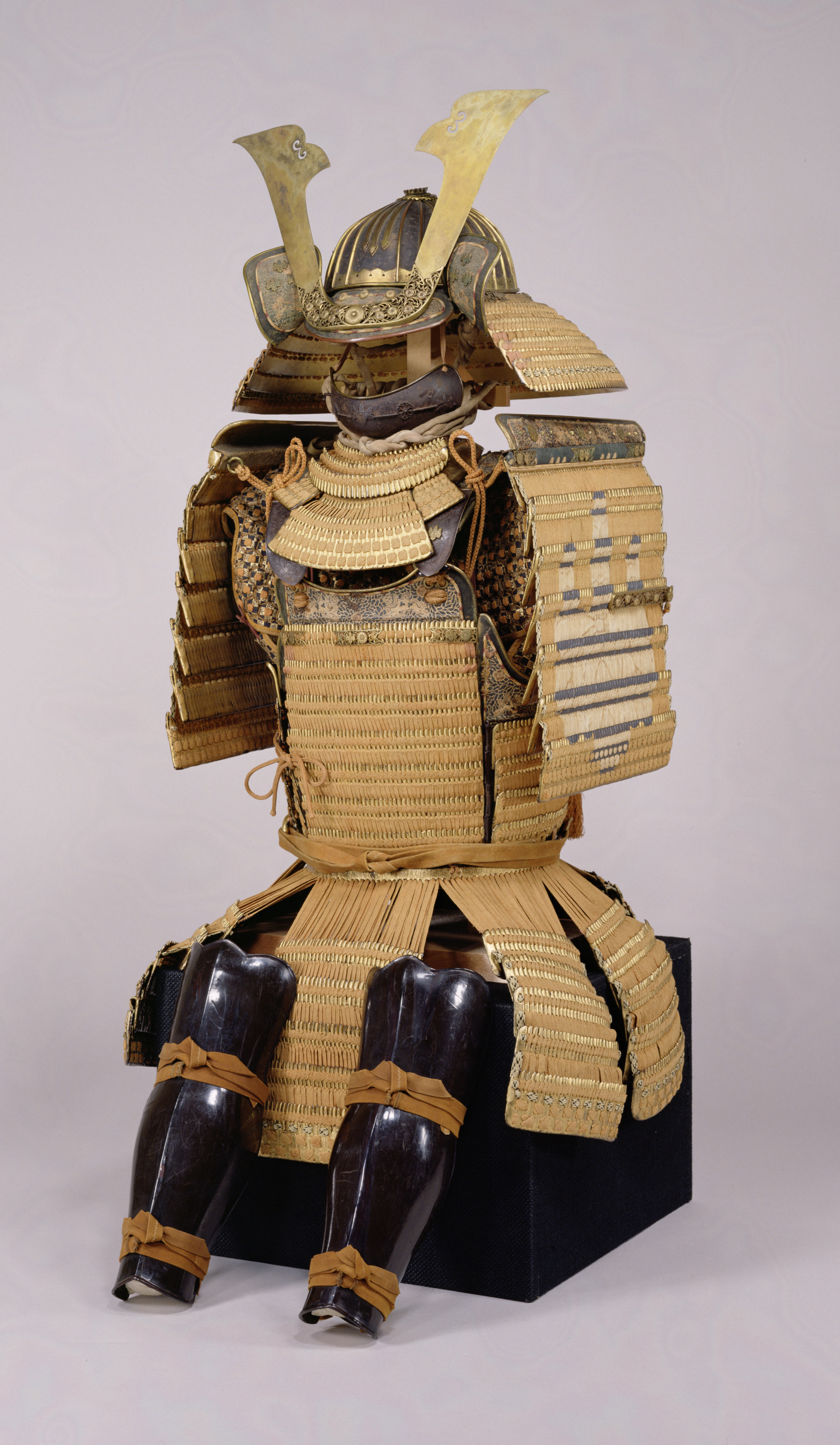
金小札紅糸威五枚胴具足、安土桃山 - 江戸時代・16-17世紀（東京国立博物館蔵）
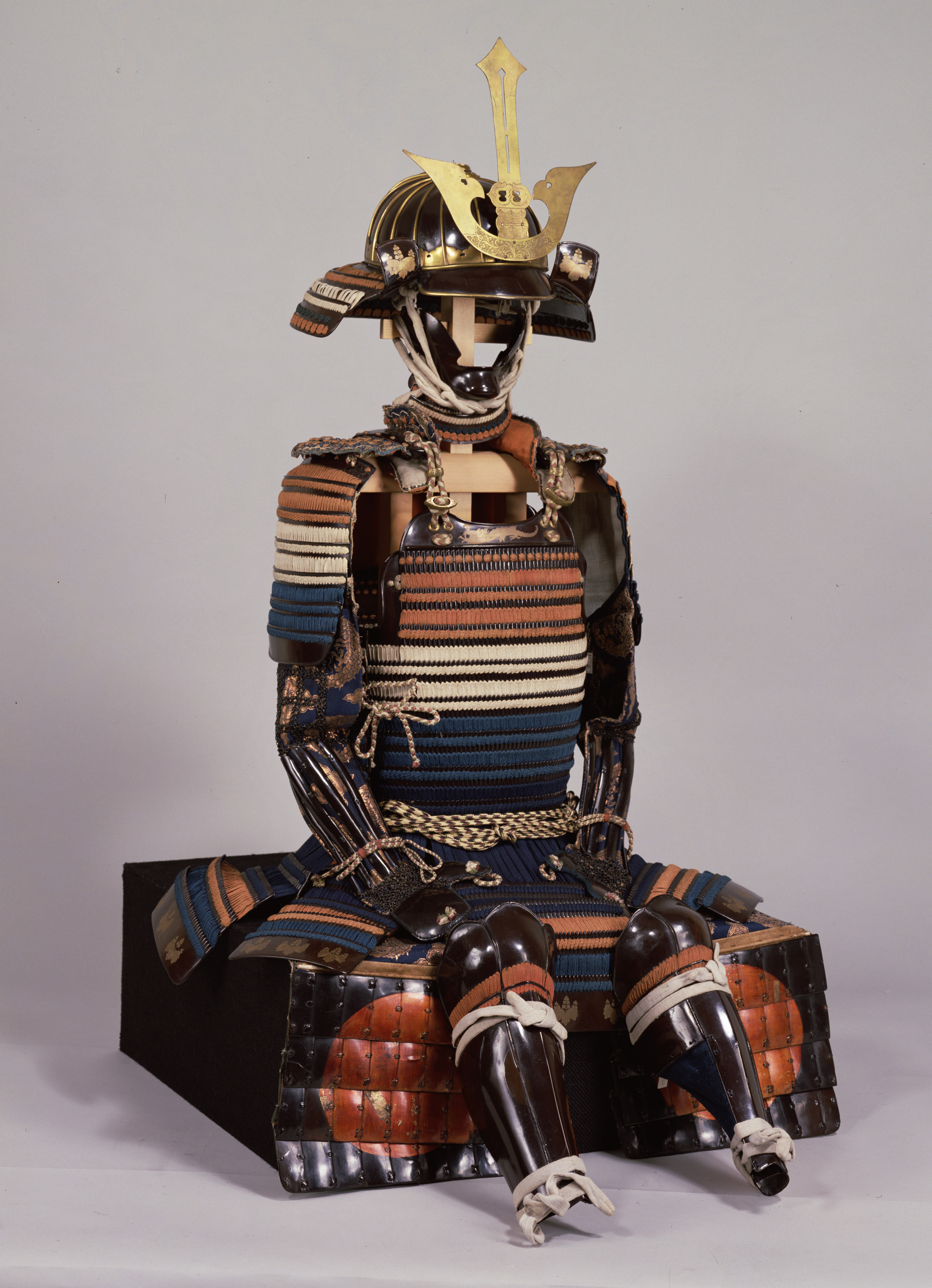
色々糸威二枚胴具足（徳川家康近侍所用）、安土桃山 - 江戸時代・17世紀、東京国立博物館蔵）
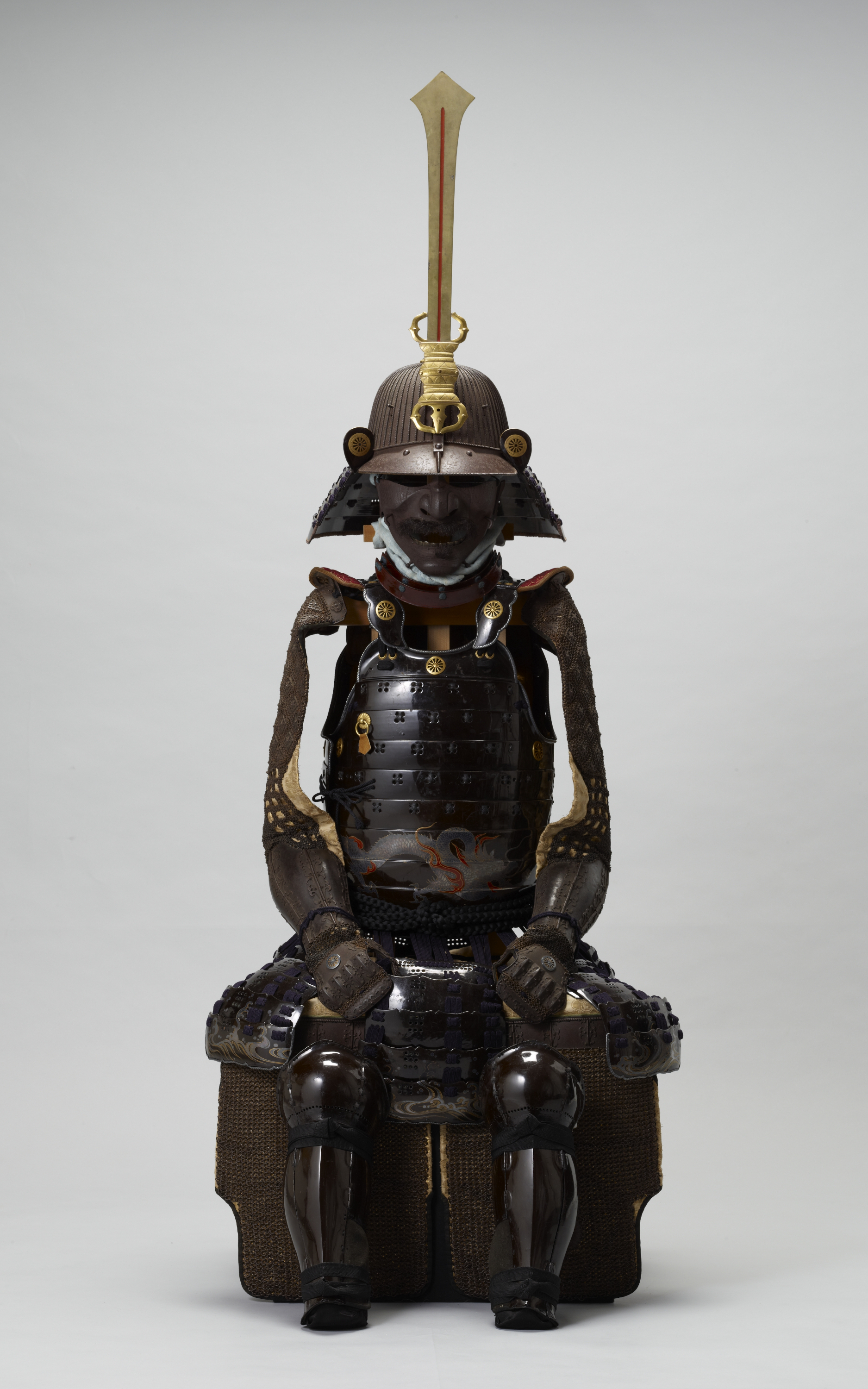
黒糸威二枚胴具足（榊原康政所用）、江戸時代・17世紀（東京国立博物館蔵、重要文化財）
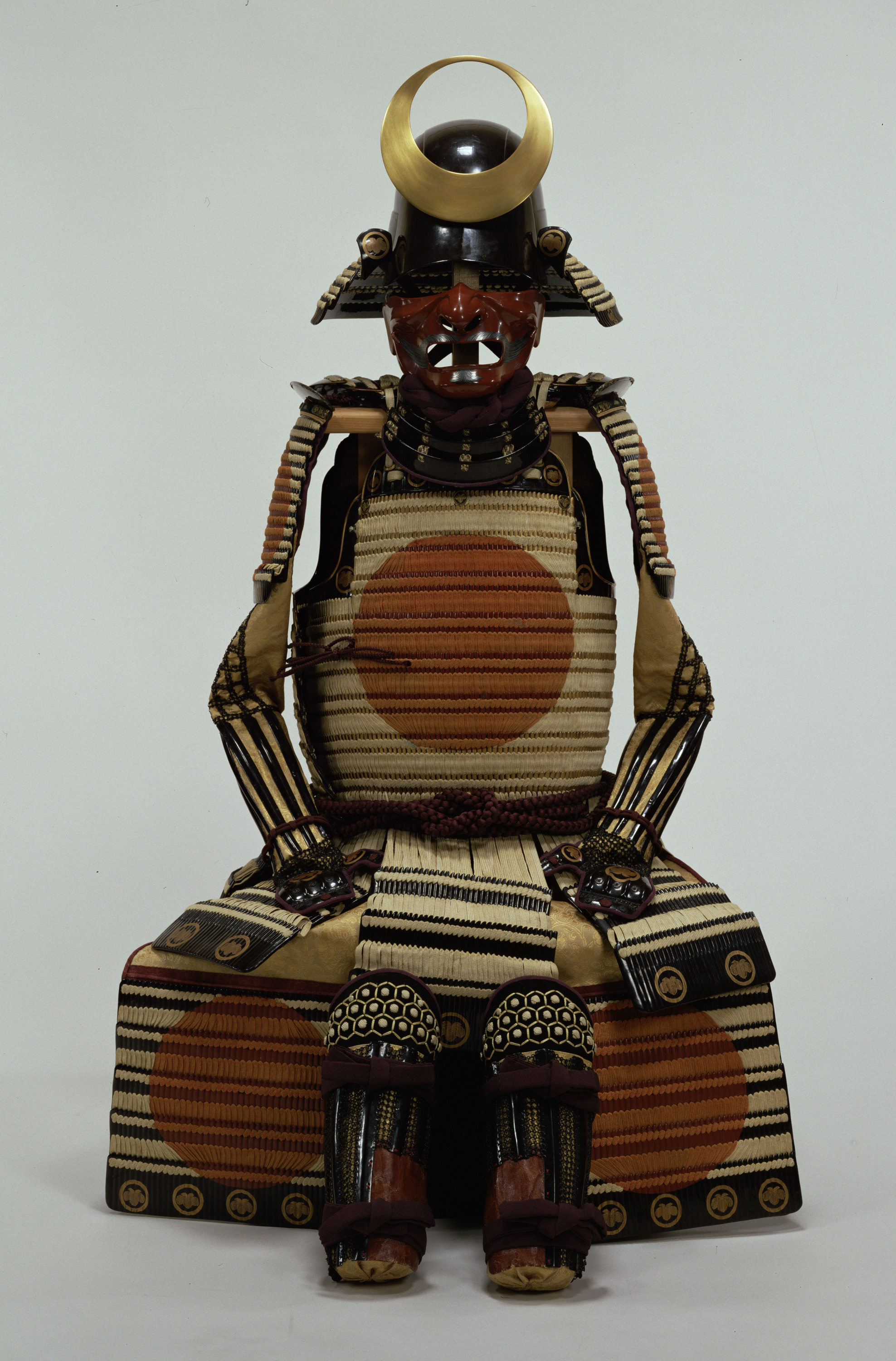
白糸威胴丸具足（松平家乗所用）、江戸時代・1614年以前（東京国立博物館蔵）胴丸仕立ての当世具足
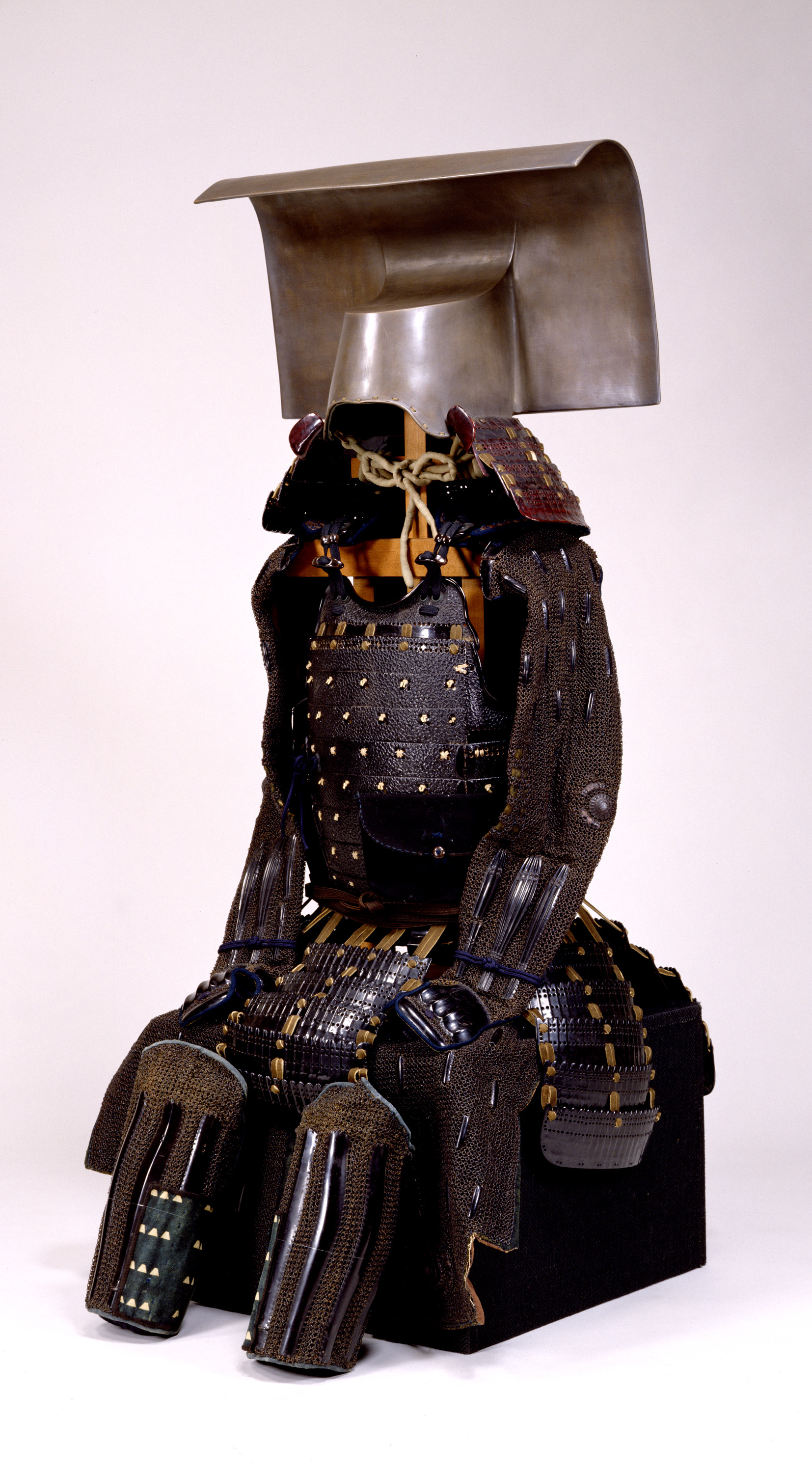
黒糸威胴丸具足（伝黒田高政所用）、江戸時代・17世紀、（東京国立博物館蔵）
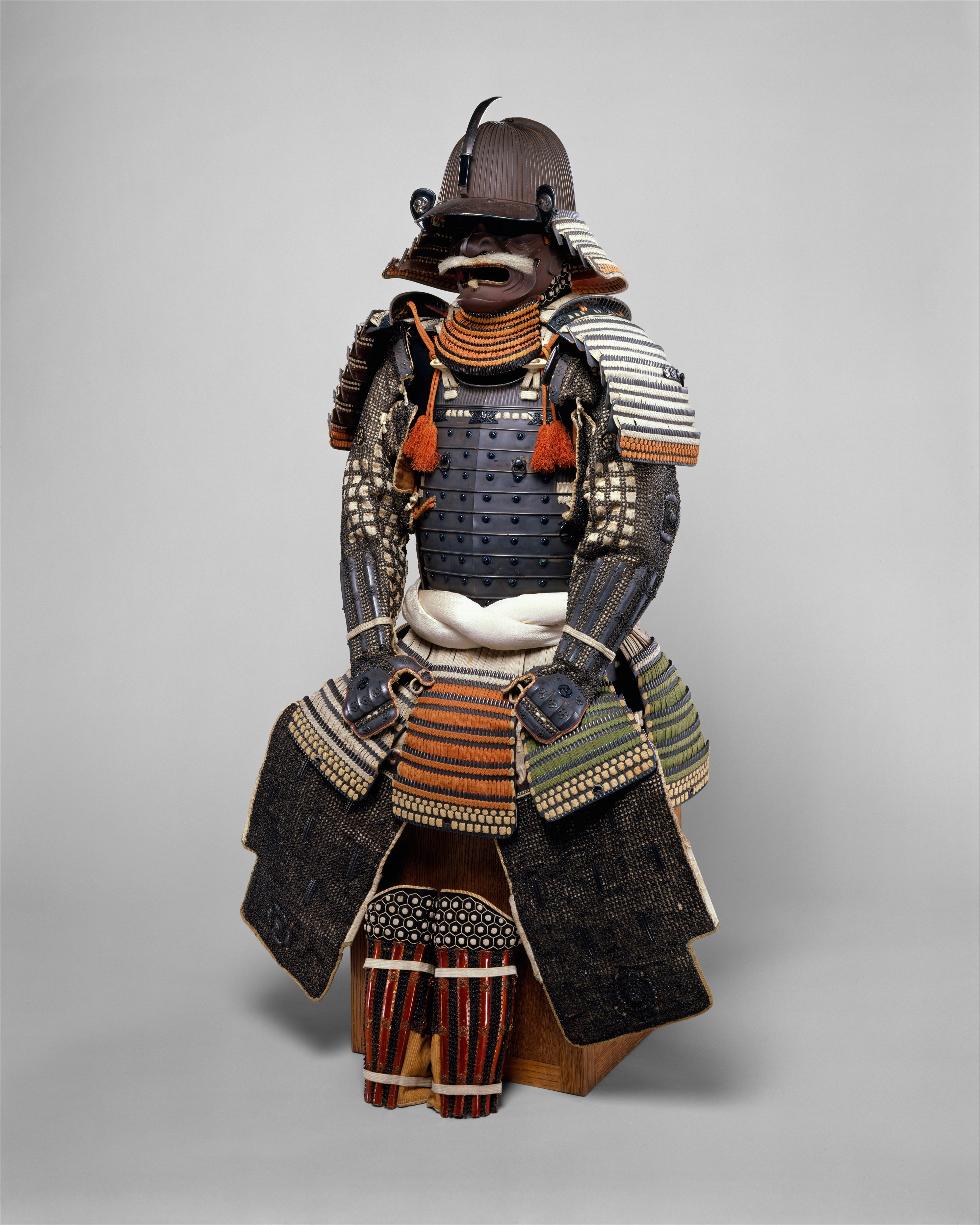
馬面（ばめん）派作の当世具足、江戸時代・18世紀（メトロポリタン美術館蔵）

## 構造

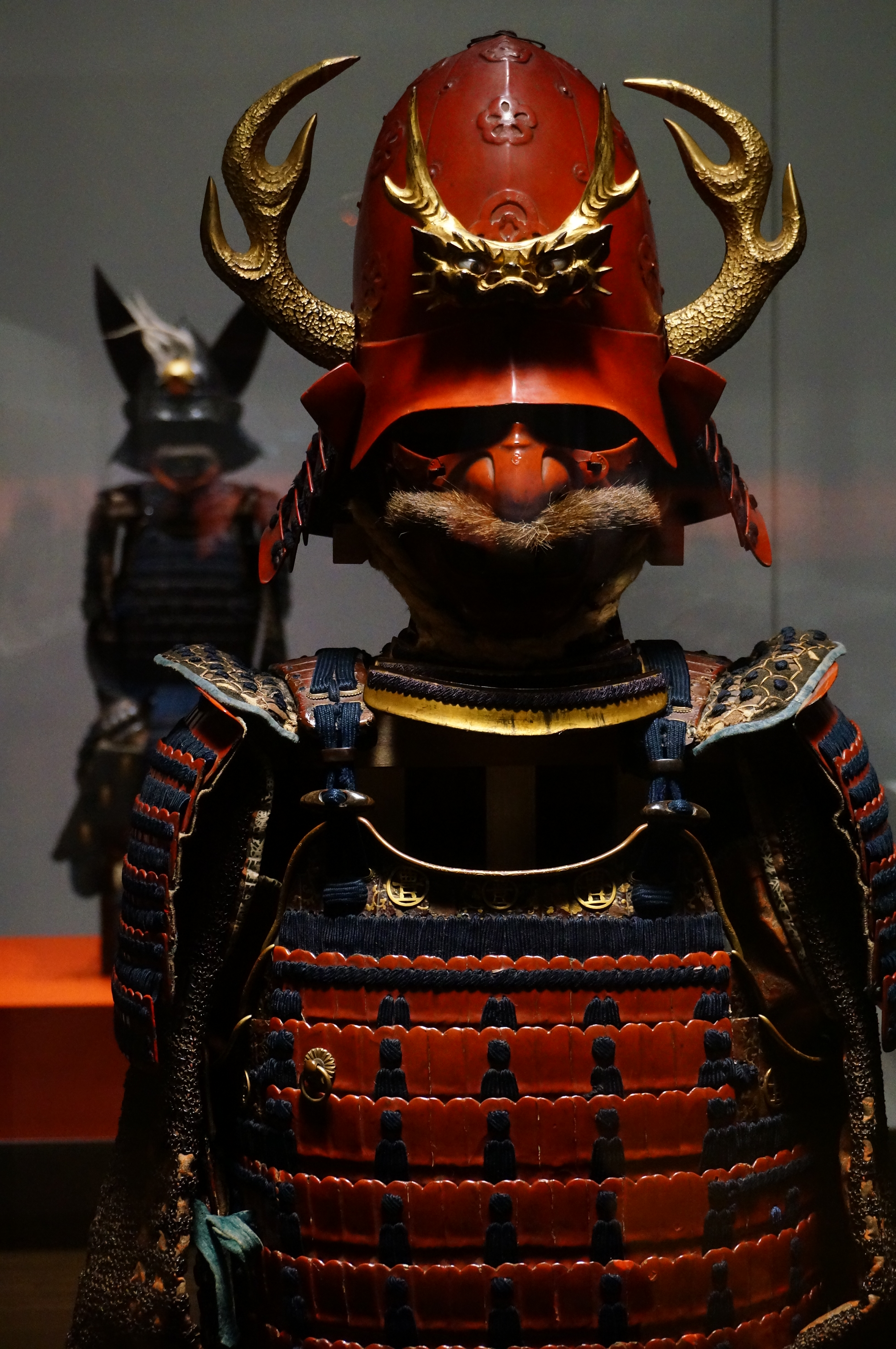
当世具足に特徴的な独創的なデザインの兜、胴部分の板札、顔と肩を守る面頬と当世袖が見て取れる。朱漆塗矢筈札紺糸素懸威具足（伝豊臣秀次所用）、16-17世紀、安土桃山時代（サントリー美術館蔵）

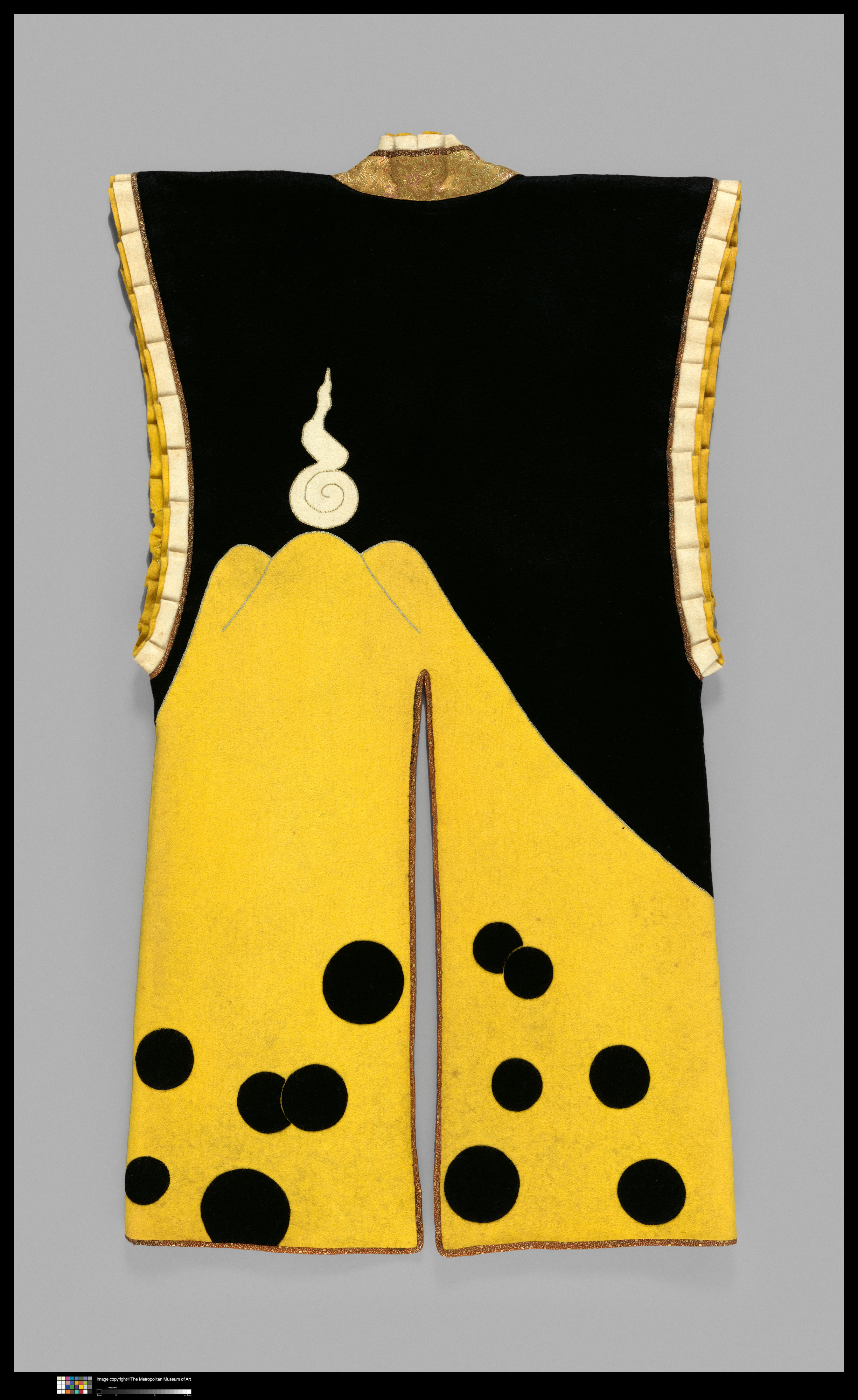
豊臣秀吉の所用とされる富士御神火文黒黄羅紗陣羽織を参考にして19世紀初頭から中頃の江戸時代に作られた陣羽織。メトロポリタン美術館蔵

### 板札
板札（いたざね）。平安時代以来使用されてきた胴丸は、小札（こざね）と呼ばれる鉄や革製の小さな板を紐等で縦横に綴じて作られており、その作成は複雑で手間のかかるものであった。そこで、生産の簡易化を図るため、小札の横一段を一枚の板で作成する板札が生み出された。板札は制作が比較的容易であるとともに一枚板であるため、小板より強固であり防御性にも優れていた。この板札を紐などで縦に繋ぎ合わせたり鋲で留めるなどして、胴本体・袖・錣（しころ）等の各部を構成する。

### 蝶番
小さな鉄板を紐で繋ぎ合わせた小札製の鎧と違い、横長の鉄板でできた板札の鎧は柔軟性が無いため、そのままでは脱着がしにくい。そのため、胴本体を前後2- 6枚程度に分割し、それぞれを蝶番で繋ぐことで脱着を容易にした。胴の切れ目は右脇で閉じ合わせるものが多く、これは胴丸と同様である。蝶番で繋いだ板の数により二枚胴～六枚胴等の名称で分類されることもあるが、多くは二枚胴か五枚胴である。

### 胴
当世具足の胴は防御する面積を増すため、一般的に、長側（ながかわ、腹部）・前立挙（まえたてあげ、胸部）・後立挙（背部）の段数が胴丸より1段多くなっている。しかし、小札・板札等を用いず前後2枚の鉄板で作られたものなど様々な形式があり、打出、盛上、漆塗、金箔押などの技法によって個性的な装飾が施されたものも多い。下部に付く草摺は7枚が一般的である。
桶側胴、仏胴、最上胴、雪の下胴(仙台胴)、仁王胴、段替胴、畳胴、胸取仏胴、南蛮胴、等がある。
・桶側胴 鉄やネリ革を用いて作られた板札(いたざね)を矧ぎ留めして作った胴のことで、二枚胴と五枚胴の形式がある。矧ぎ留めの方法には縦矧と横矧があり、留める方法によって鋲綴胴・菱綴胴・胸目綴胴などに分けられる。さらに、桶側仏胴・包仏胴と呼ばれる形式などもあり、当世具足の中ではもっとも数多い作例が残されている。

#### 襟廻、小鰭
襟廻（えりまわし）、小鰭（こびれ）。首周囲、肩上部を守る部品として付属する。

#### 合当理、受筒、待受
合当理（がったり）、受筒（うけづつ）、待受（まちうけ）。戦国時代、戦闘参加人数の増加に伴い、部隊や個人を識別するために目印として旗指物（はたさしもの）と呼ばれる幟旗様のものを背中に差して戦闘を行った。そのため、当世具足の背部には指物を差すための装置（合当理、受筒、待受）が付属する。

#### 小具足
小具足（こぐそく）。顔面と喉を防御する面頬（めんほお）・垂（たれ）、肩部には小型で軽快な当世袖（とうせいそで）、腕部に籠手、脚部に佩楯（はいだて）、臑当（すねあて）など、体の各部分を防御するための部品である小具足が付属した。小具足を装着することによって体のほとんどの部分を装甲で防御することができたが、防御性だけでなく着用者に負担を感じさせない軽量で動きやすいことを重視した構造にもなっている。装飾が施された物も多い。

#### 兜
兜（かぶと）。付属する兜にも機能性・生産性の向上が図られた。伝統的な星兜・筋兜の他、頭形兜（ずなりかぶと）、桃形兜、変わり兜など様々な形式の兜が用いられ、実用性を追求する一方で装飾性も増した。

## 各部の名称

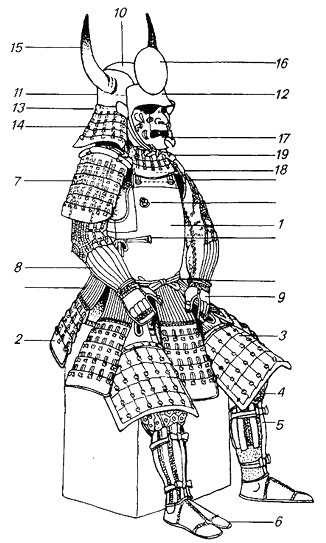
当世具足の各部の名称

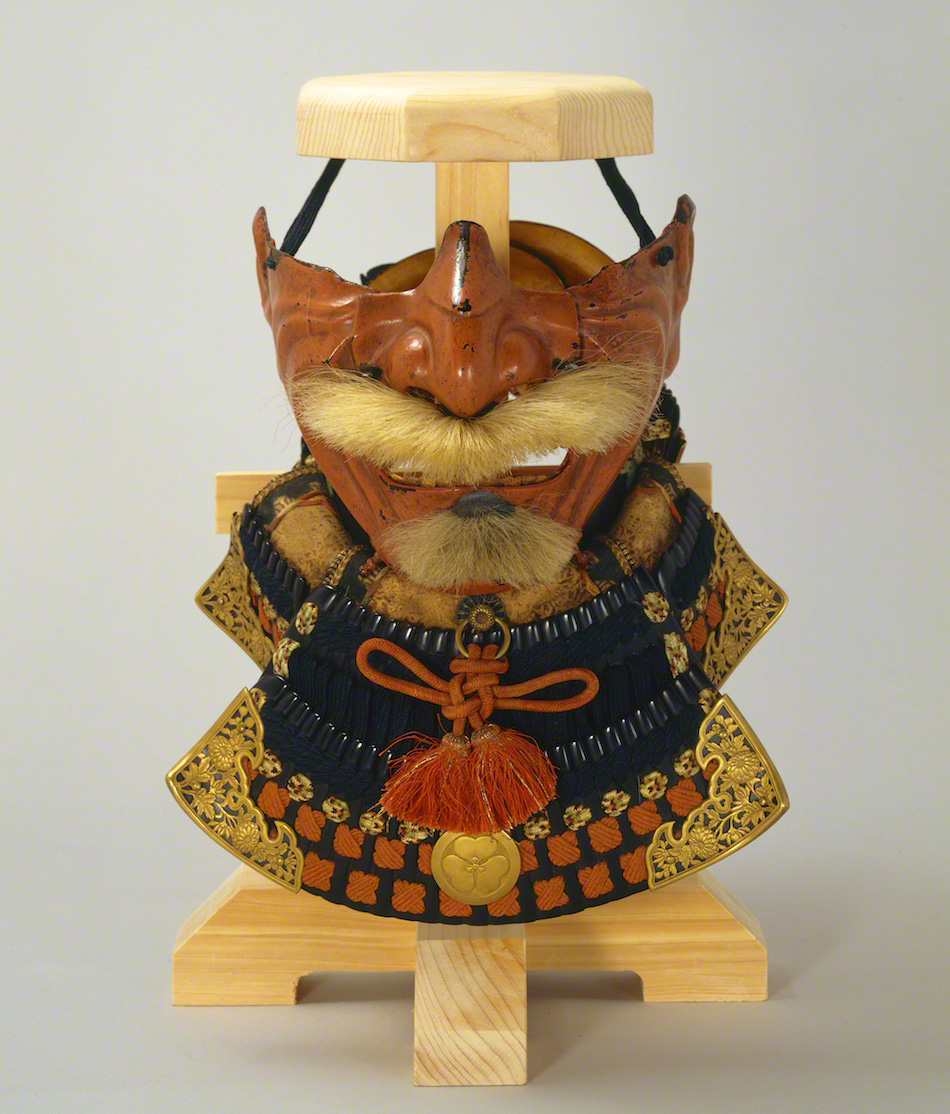
鉄地肉色漆塗烈勢目の下頬当 曲輪付。江戸時代中期・18世紀（東京富士美術館蔵）

1. 胴 （どう） - 右図のものは仏胴。
2. 草摺 （くさずり）
3. 佩楯 （はいだて）
4. 立挙 （たてあげ）
5. 臑当 （すねあて） - 右図は篠臑当（篠金物［しのがなもの］を布地に綴じつけた形式の臑当）。
6. 甲懸 （こうがけ）
7. 袖 （そで） - 「当世袖」とも言う。
8. 籠手 （こて） - 右図は篠籠手。
9. 手甲 （てっこう、てこう） - 右図は摘手甲（つみてっこう）。
10. 兜鉢 （かぶとばち） - 兜の頭部を覆う部位。右図は日根野[7]頭形。
11. 腰巻 （こしまき）
12. 眉庇 （まびさし） - 兜の額の庇（ひさし）。帽子の用語「眉庇」（つば）と同じ。
13. 吹返 （ふきかえし）
14. 錣 （しころ） - 右図は日根野しころ。
15. 立物 （たてもの） - 右図は水牛の脇立（わきだて）。
16. 立物 - 右図は日輪の前立（まえだて）。
17. 面頬 （めんぽお、めんぽう） - 頬を護る。
18. 垂 （たれ）
19. 襟廻 （えりまわし）

## 有名な当世具足
- 黒漆塗五枚胴具足 （くろうるしぬり ごまいどう ぐそく） - 伊達政宗所用。仙台市博物館蔵。
  - ユニフォーム化を図った仙台藩を代表する具足で、足軽に至るまで同一形式の具足に統一されている。兜の前立が左右非対称の三日月型になっているのが特徴だが、デザインセンスのみならず、刀を振る時に邪魔にならないように右側を小さくするという実用上の意味合いもある。代々の仙台藩主も、同じ形式の具足を所用している。

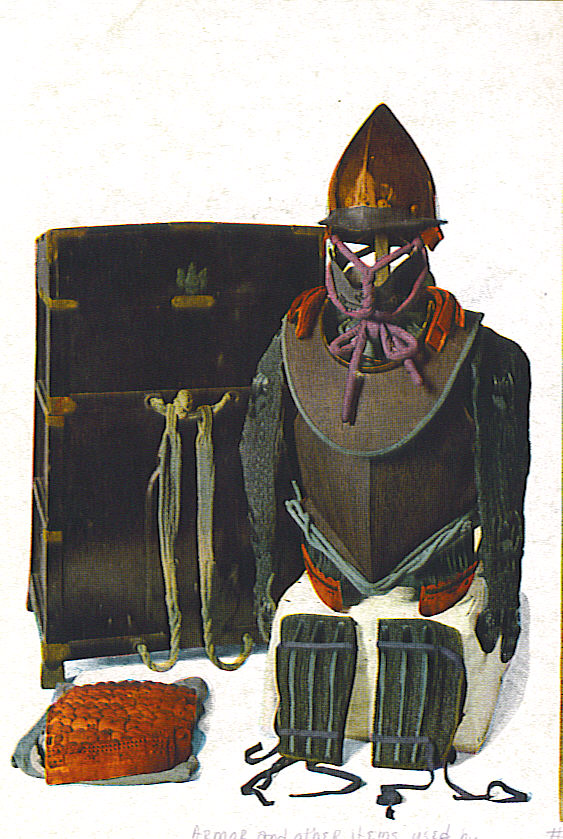
徳川家康の南蛮具足

- 南蛮胴具足 （なんばんどう ぐそく） - 徳川家康所用。日光東照宮蔵。
  - ウィリアム・アダムスが漂着した事で知られる、リーフデ号に積載された海兵用のプレートアーマーを回収し、当世具足形式としたもの。家康だけでなく、主要な家臣にも分与されている。
- 伊予札黒糸威胴丸具足 （いよざね くろいとおどし どうまる ぐそく） - 徳川家康所用。久能山東照宮蔵。
  - 関ヶ原の戦い前夜、家康が大黒天の夢を見て作らせたという伝説が残る。歯朶の前立てが付くことから「歯朶具足」と呼ばれる。大坂の陣で着用したと伝わる。
- 金溜塗二枚胴具足 （きんためぬり にまいどう ぐそく） - 伝徳川家康所用。久能山東照宮蔵。
  - 金箔と漆で仕上げてあり色彩は派手であるが、付加的な装飾は一切無く、意匠は単純である。家康が初陣の際（今川義元の人質として辛酸を舐めていた当時）に着用したと伝わる。
- 畦目綴桶側胴具足 （うなめとじ おけがわどう ぐそく） - 細川忠興所用。永青文庫蔵。
  - 実戦を重視し身動きがとりやすいよう最低限の防御を備えた越中流と呼ばれる甲冑。後に細川家の御家流となった。
- 金小札白絲素懸威胴丸具足 （きんこざね しろいとすがけおどし どうまるぐそく） - 前田利家所用。前田育徳会蔵。
  - 前田利家が末森城の戦いで着用したと伝わる。胴丸から当世具足への進化がみられる貴重な品。
- 片肌脱胴具足 （かたはだぬぎどう ぐそく） - 伝加藤清正所用。東京国立博物館蔵。
  - 肌色に塗った当世具足の上に、胴丸を模して色糸を貼付けており、あたかも胴丸を半脱ぎにしたような意匠になっている。
- 朱漆塗桶側胴具足 （しゅうるしぬり おけがわどう ぐそく） - 伝井伊直政所用。彦根城博物館蔵。
  - 井伊直政は、配下の兵まで全て朱塗りの具足に統一し、「井伊の赤備え」として知られる。
- 黒絲威二枚胴具足 （くろいとおどし にまいどう ぐそく） - 伝本多忠勝所用。個人蔵。
- 金小札浅葱威二枚胴具足 （きんこざね あさぎおどし にまいどう ぐそく） - 伝直江兼続所用。上杉神社蔵。
  - 兜の前立が、「愛」の文字になっている事で知られる。

## ギャラリー

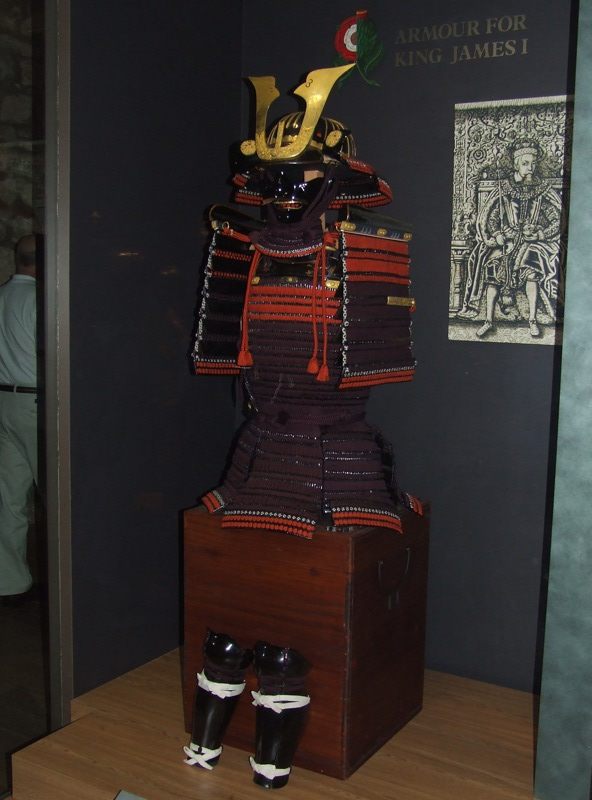
江戸時代・17世紀（ロンドン塔所蔵）中世復古調の胴丸仕立ての当世具足で、1613年に徳川秀忠がジェームズ1世に贈ったもの。
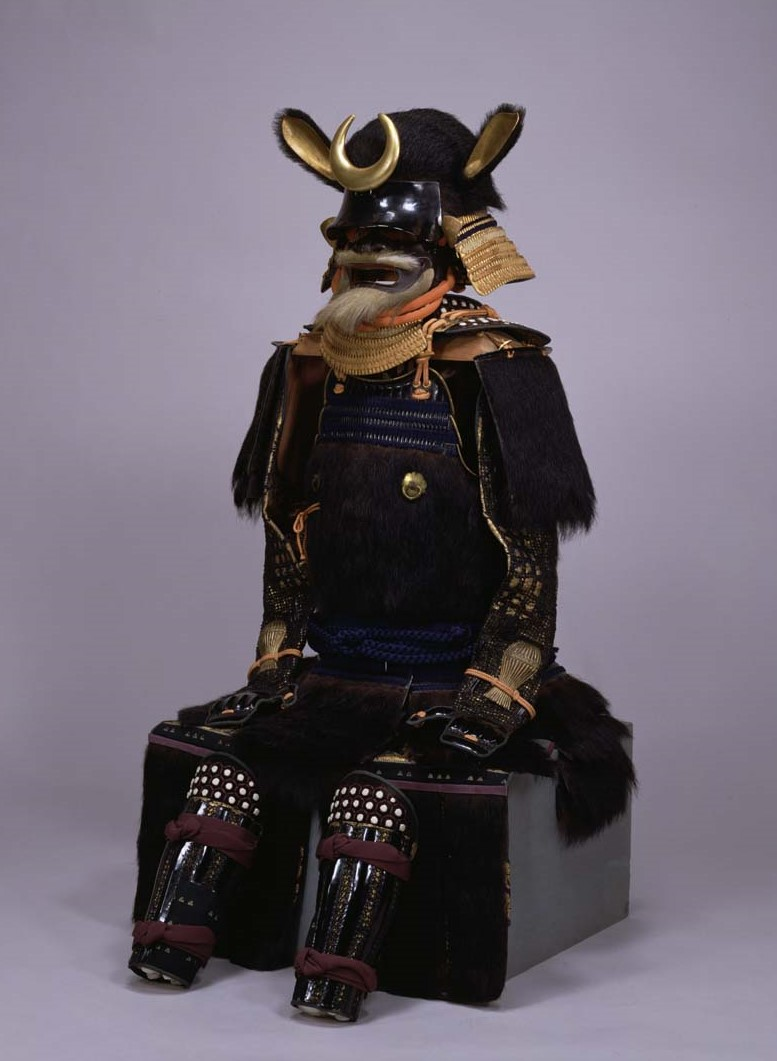
熊毛植二枚胴具足、江戸時代・17世紀（東京国立博物館蔵）
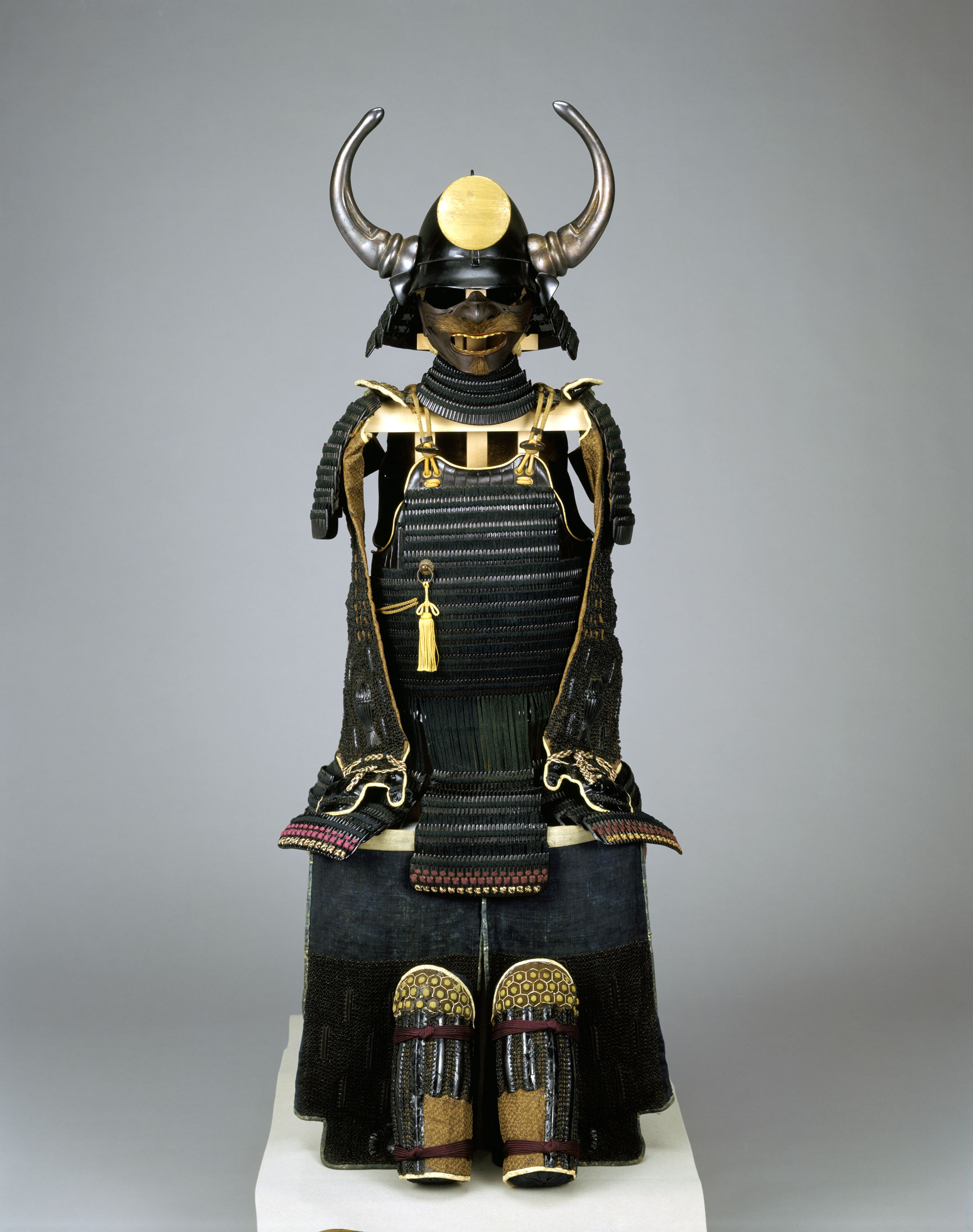
紺糸威胴丸具足（伝黒田家家老小河家伝来）、江戸時代・18世紀（九州国立博物館蔵）
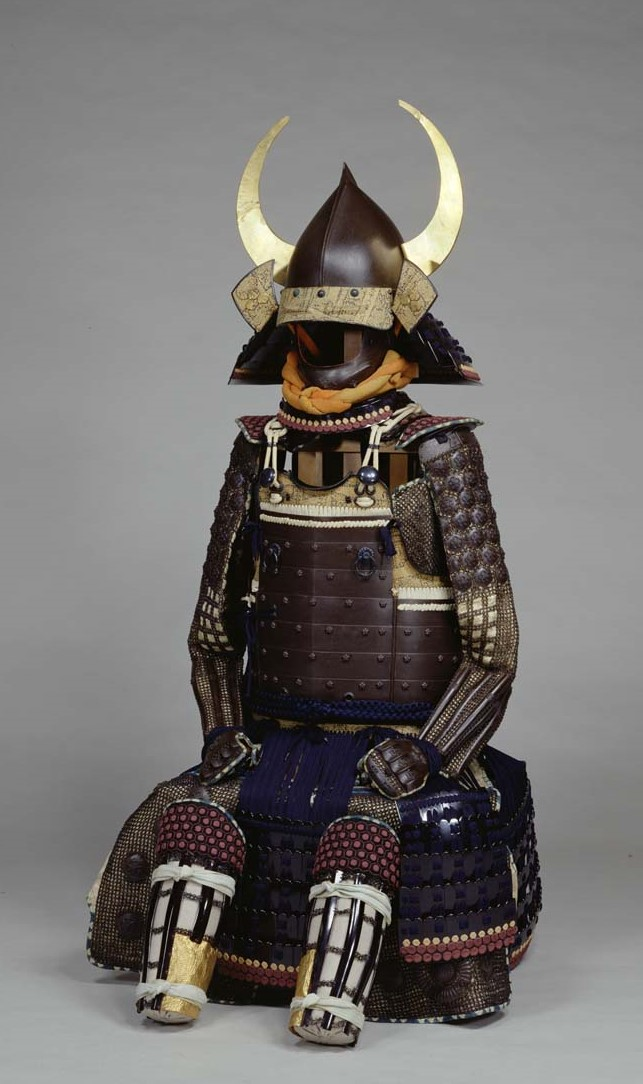
紺糸威六枚胴具足、江戸時代・18世紀（東京国立博物館蔵）
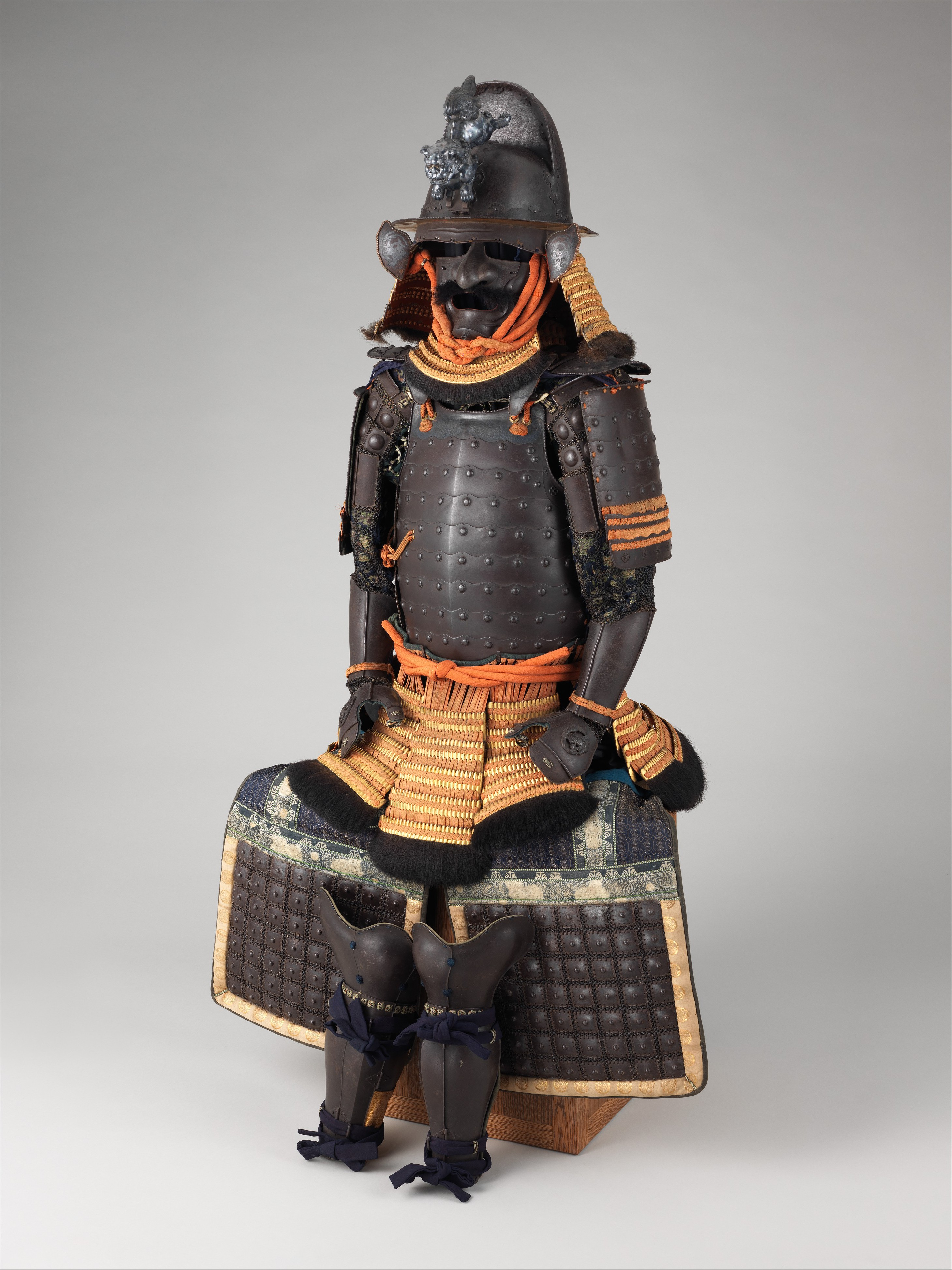
当世具足、江戸時代・18世紀（メトロポリタン美術館蔵）
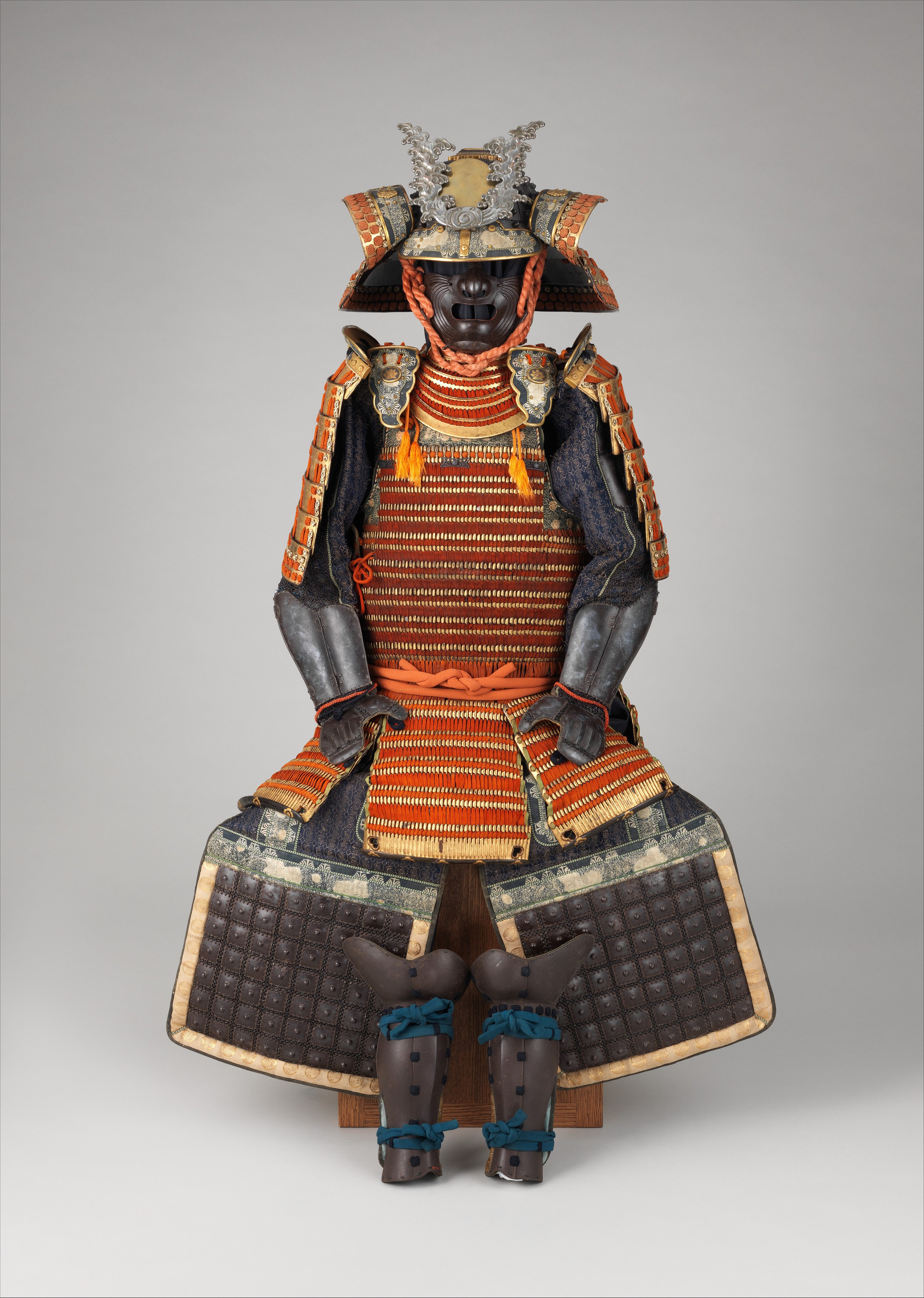
能の演目「竹生島」を題材にした中世復古調の当世具足、江戸時代・18世紀（メトロポリタン美術館蔵）
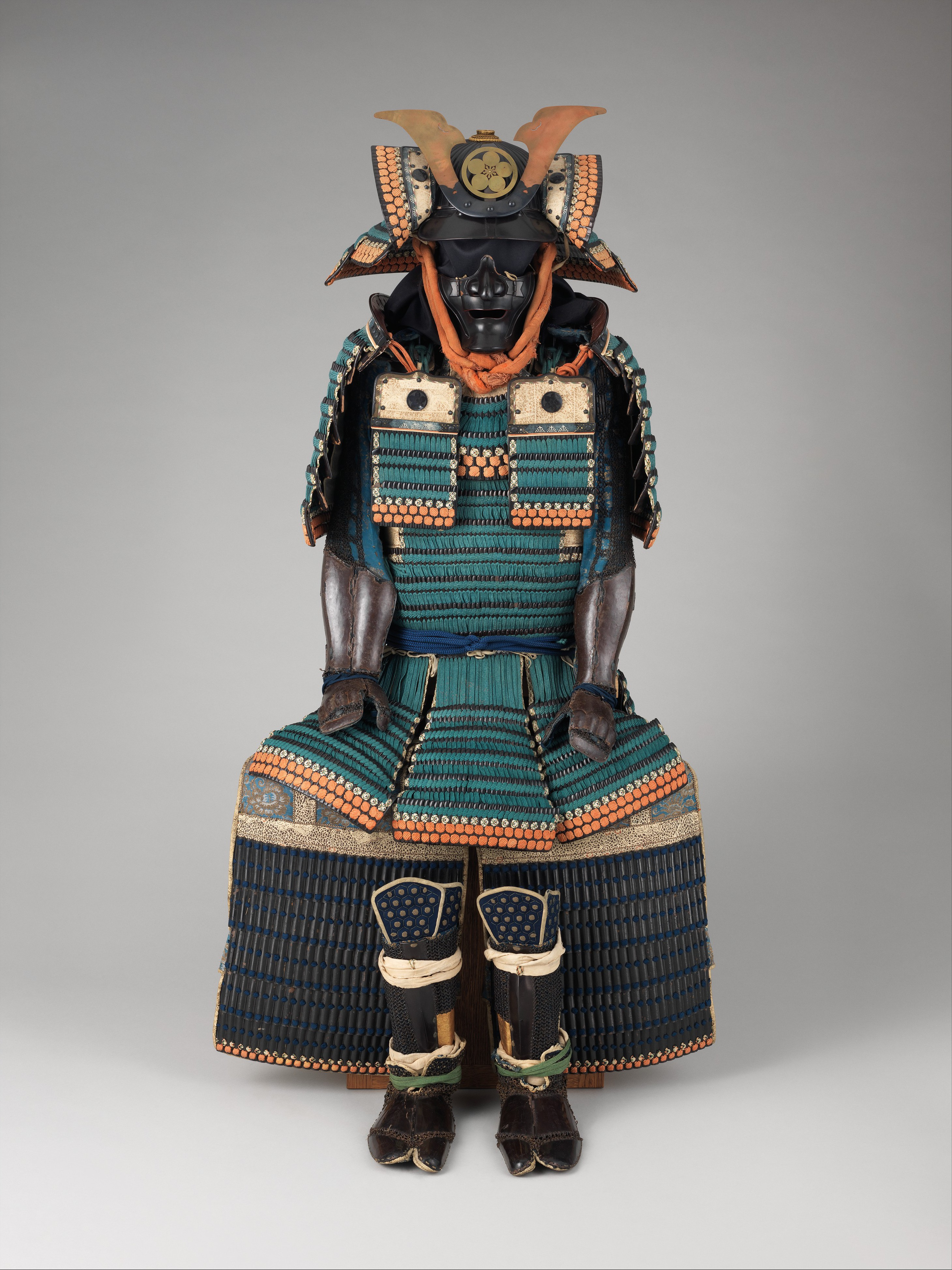
前田家家紋入りの中世復古調の当世具足、江戸時代・18世紀（メトロポリタン美術館蔵）
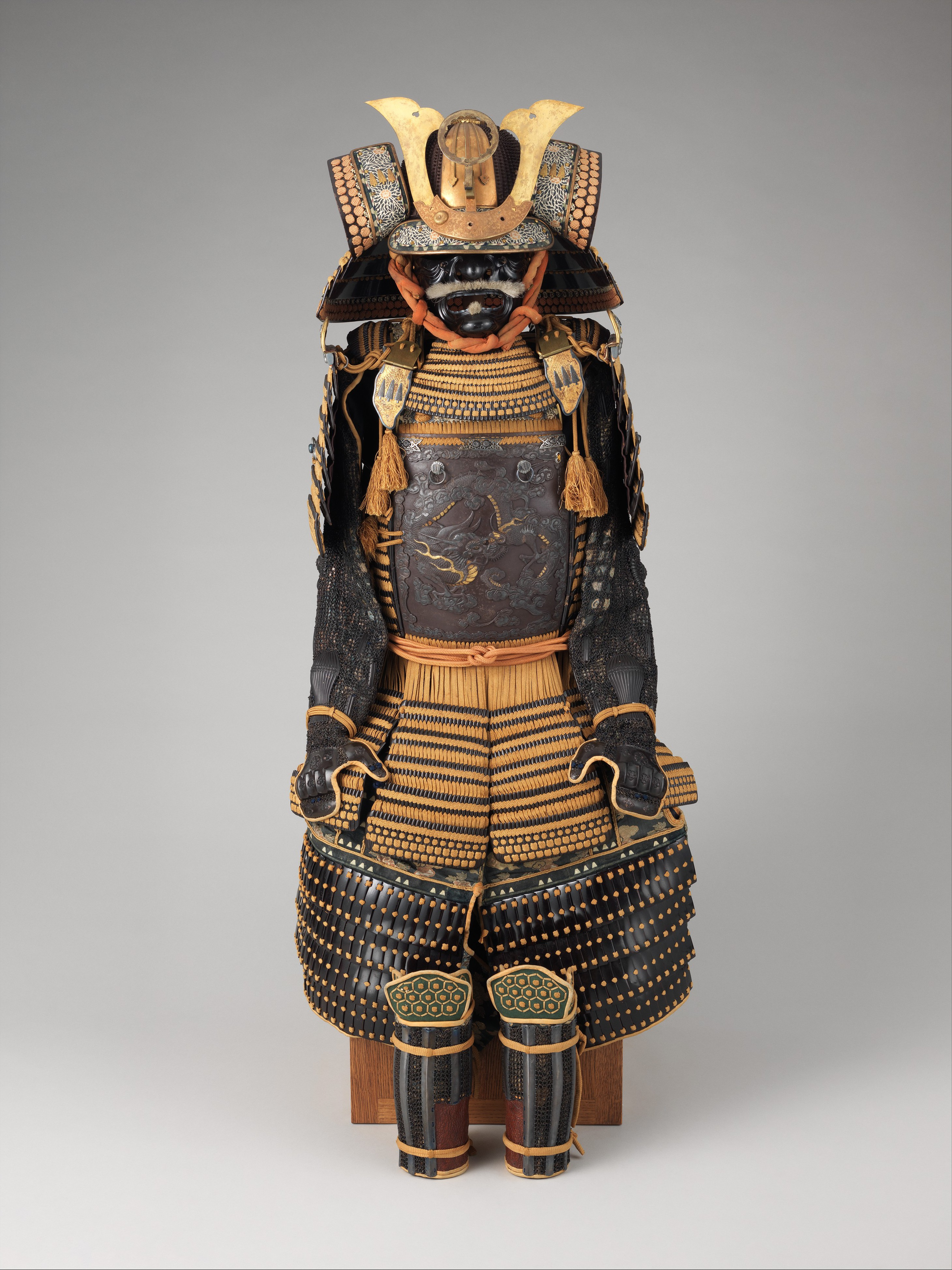
胴に雲龍図が描かれた中世復古調の当世具足、江戸時代・18 - 19世紀（メトロポリタン美術館蔵）
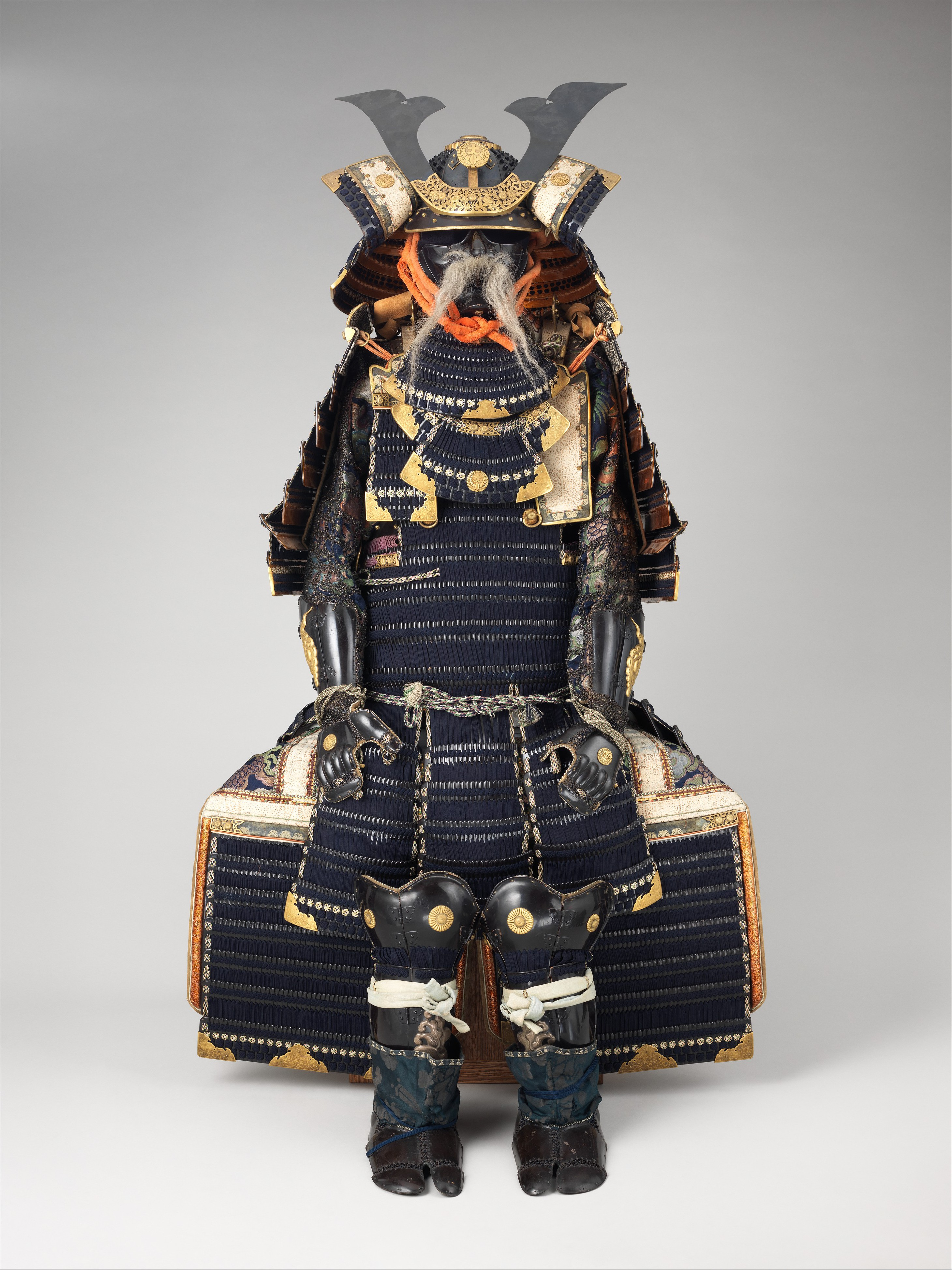
烏山藩系大久保氏家紋入りの中世復古調の当世具足、江戸時代・19世紀（メトロポリタン美術館蔵）
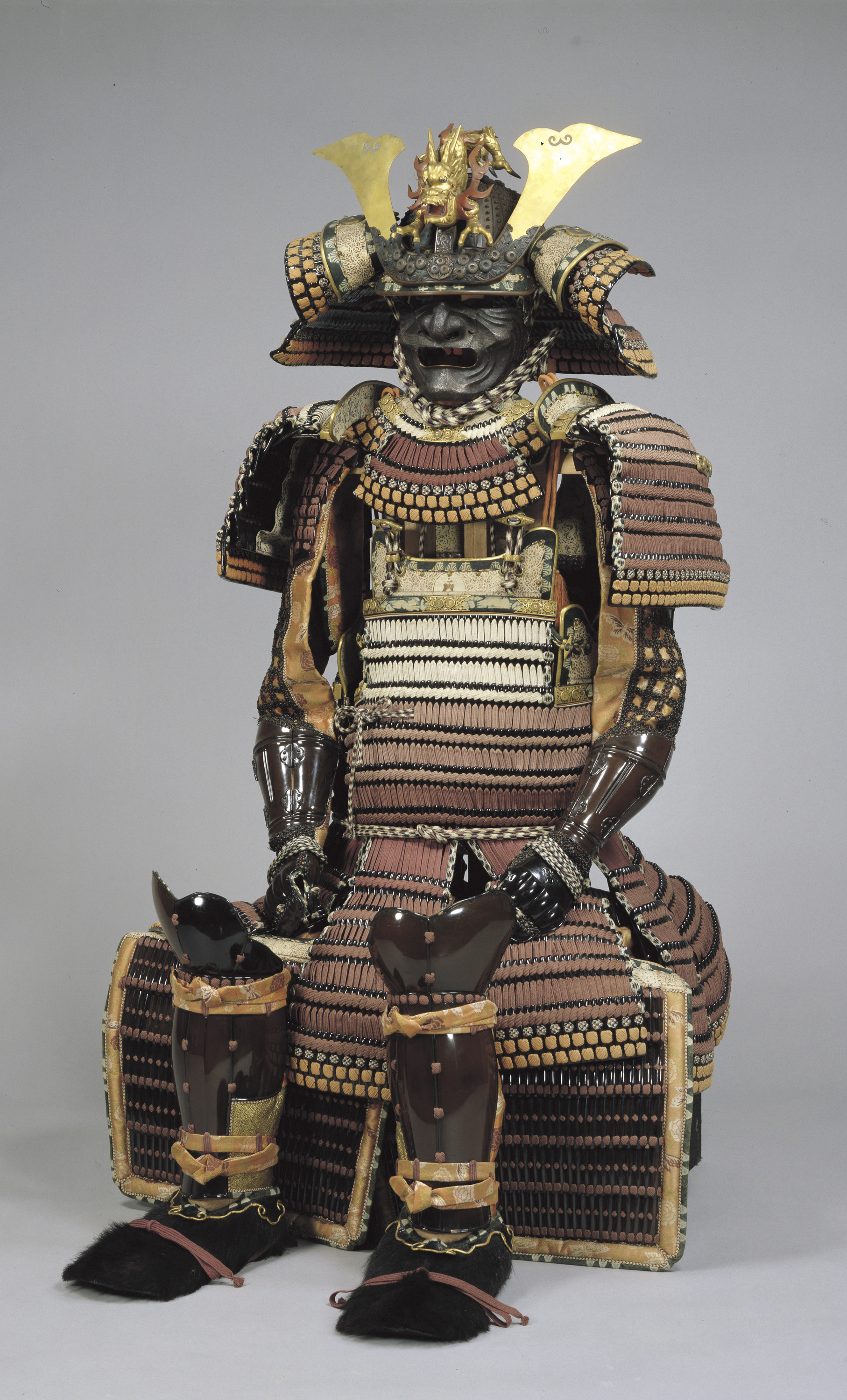
紫裾濃威胴丸具足、中世復古調の胴丸仕立ての当世具足、江戸時代・19世紀（東京国立博物館蔵）
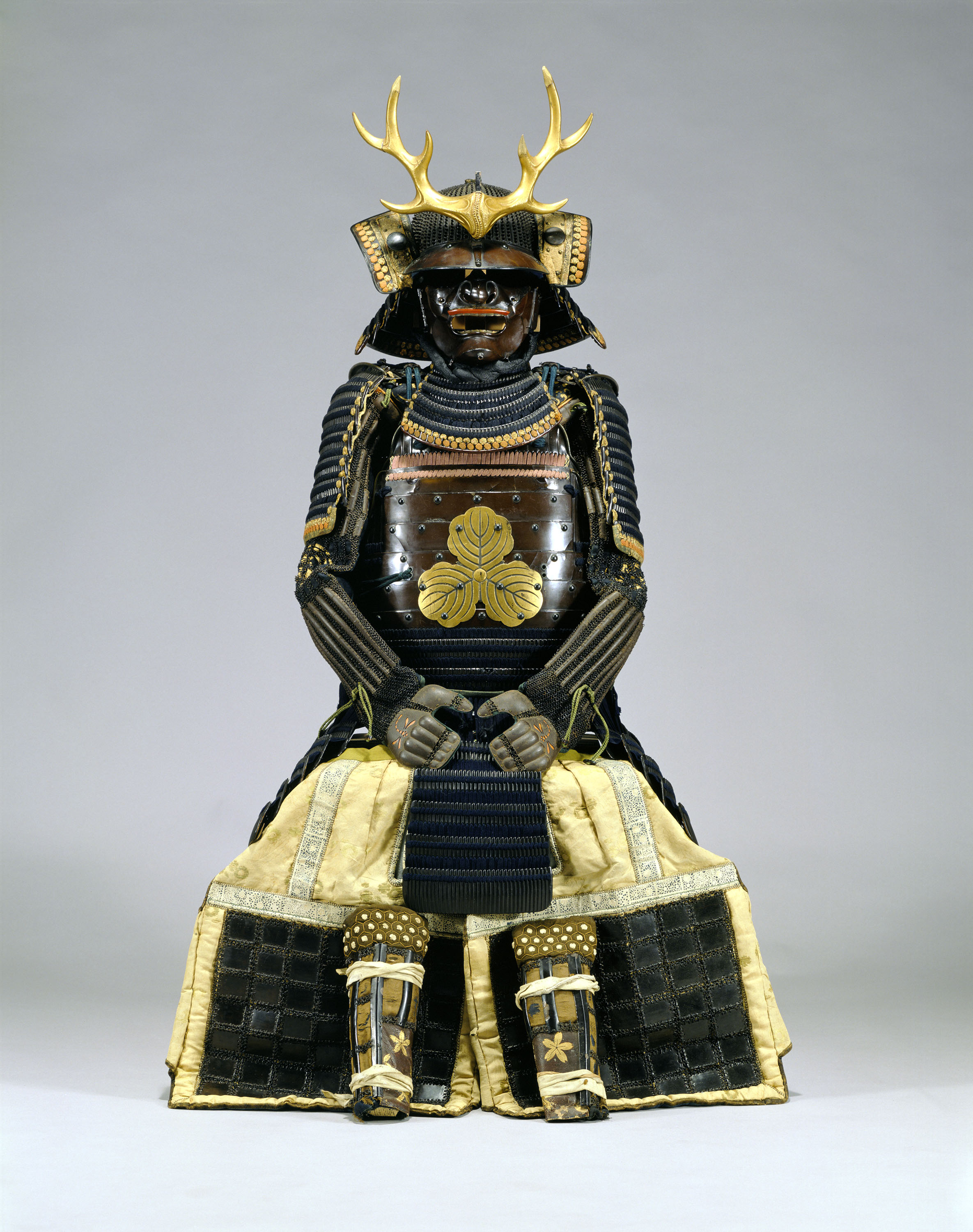
紺糸威桶側二枚胴具足、江戸時代・19世紀（九州国立博物館蔵）
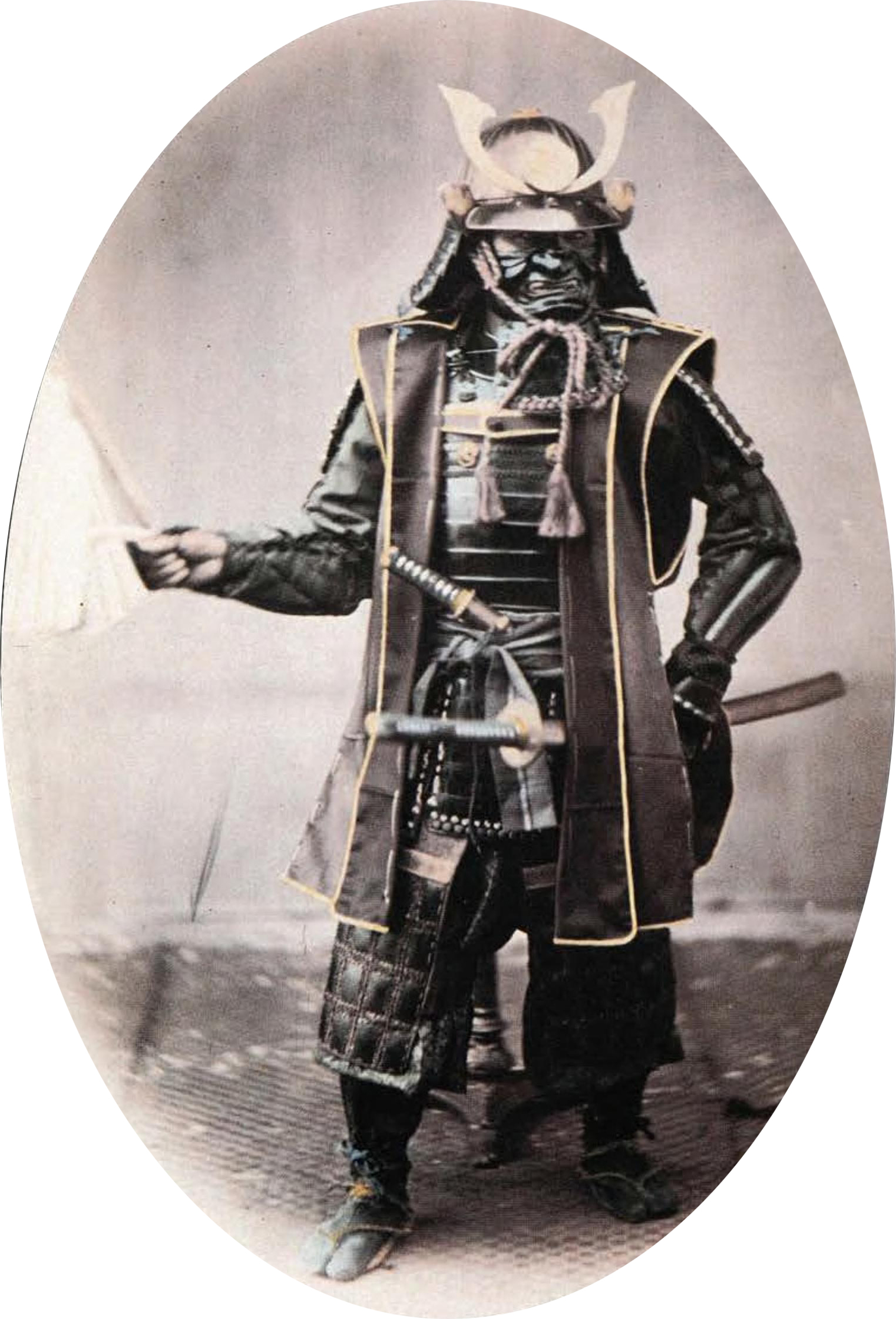
当世具足を身に着けた侍の手彩色写真。フェリス・ベアト撮影（1860年代）